# Elecciones provinciales de Tucumán de 2015
Las elecciones generales de la provincia de Tucumán de 2015 tuvieron lugar el domingo 23 de agosto del mencionado año con el objetivo de elegir al Gobernador y al Vicegobernador, y a los 49 escaños de la Legislatura Provincial unicameral, conformando los poderes ejecutivo y legislativo de la provincia para el período 2015-2019. Fueron las novenas elecciones provinciales tucumanas desde la recuperación de la democracia, y las vigésimo cuartas desde la instauración del voto secreto. Siete fórmulas se presentaron para gobernador y vicegobernador.
El candidato del oficialista Frente para la Victoria (FpV), Juan Luis Manzur, del Partido Justicialista (PJ), obtuvo oficialmente una victoria holgada con el 53.68% de los votos contra el 41.51% obtenido por José Manuel Cano, de la Unión Cívica Radical (UCR) y apoyado por la alianza Acuerdo para el Bicentenario (ApB). En un magro tercer lugar se encontró Ricardo Bussi, del partido Fuerza Republicana (FR), y ninguno de los demás candidatos superó el 1% de los votos. La participación fue oficialmente del 85.17% del electorado registrado. Este resultado fue mucho más estrecho con respecto a las últimas tres aplastantes victorias logradas por el oficialismo. En el plano legislativo, la representación del FpV se redujo de 39 a 33 bancas, contra 15 del ApB y 1 de Fuerza Republicana. El Frente para la Victoria estuvo a un escaño de perder la mayoría de dos tercios del legislativo provincial, que conservaba hacía más de una década.
Los resultados fueron desconocidos por Cano afirmando que el gobierno saliente, liderado por José Jorge Alperovich, había cometido fraude electoral. La UCR presentó denuncias de irregularidades y a partir del 24 de agosto hasta el fin de la siguiente semana realizaron numerosas protestas contra el resultado en la capital provincial, San Miguel de Tucumán. Hubo enfrentamientos entre las fuerzas policiales y los manifestantes, reportándose heridos con balas de goma. Ante una solicitud presentada por el Acuerdo para el Bicentenario el 4 de septiembre, la sala I de la Cámara en lo Contencioso Administrativo declaró nulas las elecciones el 16 de septiembre y ordenó el llamado a nuevos comicios. Sin embargo, una semana después, la Corte Suprema de Justicia provincial revalidó el resultado, ratificando la elección de Manzur, que finalmente asumió como gobernador el 29 de octubre de 2015.

## Antecedentes
Exceptuando un breve período (1995-1999, cuando gobernó el partido Fuerza Republicana), la provincia de Tucumán ha sido gobernada desde la recuperación de la democracia por candidatos provenientes del Partido Justicialista (PJ), aunque entre 1983 y 2003 los resultados electorales eran muy estrechos y la competencia electoral, vibrante. A partir de 2003, con la llegada al poder de José Jorge Alperovich, el Frente para la Victoria (FpV), coalición oficialista a nivel nacional de los presidentes Néstor Kirchner (2003-2007) y Cristina Fernández de Kirchner (2007-2015), monopolizó el poder político. Alperovich logró una reforma constitucional que lo habilitó para una reelección inmediata en 2007 con más del 78%, y luego, en 2011, se valió de una cláusula de no retroactividad para obtener una segunda reelección, con casi el 70%, con algunas denuncias aisladas de fraude electoral, debiendo repetirse la elección en algunas comunas.

## Candidatos
Fueron siete las listas que se inscribieron a las elecciones. Aunque se discutió inicialmente la posibilidad de que la constitución provincial fuese nuevamente reformada para abolir el límite de dos mandatos, Alperovich resolvió no buscar una tercera reelección y se presentó como candidato para Senador nacional. Por su parte, el ex vicegobernador y hasta entonces Ministro de Salud del gobierno kirchnerista, Juan Luis Manzur, fue proclamado candidato del Frente para la Victoria, con Osvaldo Jaldo como compañero de fórmula para la vicegobernación.
La principal alianza opositora, el Acuerdo para el Bicentenario (ApB), liderada por la Unión Cívica Radical (UCR), se había fortalecido enormemente con las adhesiones de los partidos Propuesta Republicana (PRO) y la Coalición Cívica ARI (CC-ARI), que habían suscrito la alianza Cambiemos a nivel nacional, y presentaron la candidatura a la gobernación por segunda vez de José Manuel Cano, con Domingo Amaya como compañero de fórmula. Cano contaba con el antecedente de haber logrado levantar enormemente el caudal de votos de su partido, perdido en Tucumán en gran medida a partir de la irrupción del bussismo en la década de 1990. Sin embargo, la alianza perdió apoyos luego de que el PRO presentase exitosamente una medida ante la Junta Electoral Tucumana para impedir que el padrón tucumano incluyera votantes menores de dieciocho años, a pesar de que a nivel nacional la ley electoral había sido reformada para reducir la edad a partir de la cual se tiene derecho a voto de dieciocho a dieciséis. Domingo Amaya era hasta entonces intendente de San Miguel de Tucumán por el FpV, y sus acciones al presentarse como candidato a vicegobernador con Cano fueron tildadas de "traidoras" por amplios sectores del partido, mientras que los líderes del PRO y la UCR, Mauricio Macri y Ernesto Sanz, lo calificaron de un triunfo para su alianza.
El antiguamente gobernante Fuerza Republicana (FR) presentó por cuarta vez a Ricardo Bussi como candidato a gobernador, aunque esta vez con Raúl Topa como compañero de fórmula. Topa ya había sido vicegobernador, de hecho durante la gobernación del difunto padre de Bussi, Antonio Domingo Bussi. Aunque inicialmente hubo conversaciones entre Fuerza Republicana y la coalición a nivel nacional Unidos por una Nueva Alternativa (UNA) para que su candidatura fuese la fórmula de la alianza a nivel provincial, eventualmente la mayoría del massismo tucumano, así como su caudal de votos, optó por apoyar a Cano como voto táctico, al tener este más posibilidades de éxito.
La izquierda tucumana, hasta entonces profundamente dividida, suscribió el Frente de Izquierda y de los Trabajadores (FIT), formado a nivel nacional. Su candidato a gobernador fue Daniel Blanco, del Partido Obrero, con Juan Luis Veliz, del Partido de los Trabajadores Socialistas (PTS), como compañero de fórmula.
Entre las demás alianzas y partidos que presentaron fórmulas gubernativas, Alternativa Popular presentó a Gumersindo Parajón para el ejecutivo con Ángel Paliza para la vicegobernación. Osvaldo José Cirnigliaro se presentó por el Partido Laborista de la Independencia, de ideología peronista disidente, con Pablo Bayo como candidato a vicegobernador. La alianza Unión y Progreso Social presentó a Mario Koltan y Juan Pablo Brodersen para gobernador y vicegobernador.

## Campaña
Manzur hizo campaña destacando los grandes avances económicos durante la gestión kirchnerista, tanto a nivel nacional como provincial, y se comprometió a continuarlos. En cuestiones sociales se mostró conservador, manifestándose en contra tanto de la legalización del aborto (algo que ya como Ministro de Salud había hecho anteriormente), y rechazando de plano la idea de despenalizar la compra y consumo de marihuana, aclarando que se debía incrementar la lucha contra el narcotráfico. Inicialmente, Manzur arrancó su campaña en una posición desfavorable, con encuestas que lo posicionaban hasta quince puntos por debajo de Cano. Esto se debió a su falta de experiencia previa en cargos ejecutivos, siendo hasta entonces visto como un "Ministro desconocido" con una imagen calificada de aburrida que llevó a la caída del FpV en los sondeos de intención de voto, mientras que Cano daba una imagen de "veterano" luego de varias elecciones y tenía una amplia aprobación pública. Por otro lado, la tendencia de Alperovich a que la campaña por su sucesión y por la elección senatorial fuese un plebiscito sobre su gestión hizo que Manzur continuara siendo desconocido por gran parte de la población tucumana, incluso dentro del electorado peronista, además de cargar su candidatura con los aspectos negativos ya vistos en la administración de Alperovich.
El equipo de campaña de Manzur resolvió separar su campaña de la de Alperovich y buscar un efecto "humanizador" fuera de su aspecto de Ministro nacional sin imagen conocida. La intención de voto a Manzur reflotó luego de que se lanzara una serie de spots titulados "Este es Juan Manzur" que mostraba a Manzur, vestido con ropa relativamente informal, visitando negocios variados y a vecinos dentro de la capital provincial. En uno de estos spots, una mujer en un negocio de empanadas lo invita a "oflar" (modismo tucumano que se utiliza para referirse a amasar empanadas). El vídeo de Manzur amasando se hizo viral en las redes sociales y apuntaló su candidatura en las encuestas hasta un cómodo primer lugar, conociéndose a este fenómeno por los medios de comunicación como "efecto oflar". El crecimiento de la popularidad de Manzur llevó a que el candidato presidencial del FpV, Daniel Scioli, visitara Tucumán durante la campaña para fotografiarse con él.
Durante su campaña, Cano se centró en cuestiones de seguridad. Se manifestó a favor de aumentar el número de policías en toda la provincia, pero con la condición de que recibieran mejores salarios. Cuando se le preguntó si se debían utilizar cámaras de seguridad en la vía pública, como venía haciendo el gobierno de Alperovich, Cano se declaró en contra, afirmando que violaban la privacidad de la ciudadanía y que, en última instancia, no habían servido para prevenir la creciente tasa de criminalidad de la provincia. Se comprometió a buscar la aprobación de una ley que impusiera penas más duras para ciertos delitos, afirmando que los proyectos como las cámaras de seguridad no impedían nada y que, tanto en la provincia como a nivel nacional "los delincuentes entran por una puerta y salen por la otra".
Cuando se produjeron inundaciones en marzo, Cano dio una conferencia de prensa en la que cuestionó el accionar del gobierno, y al día siguiente se encontraron diversos afiches en la capital provincial que decían "10 puentes caídos, 10.000 tucumanos evacuados, media provincia anegada, 15 rutas intransitables, millones de pesos de pérdidas, 12 años de contrataciones directas, 4380 días de desidia, inoperancia y corrupción. Es tiempo de cambiar". La actitud del candidato radical fue de todas formas condenada por el oficialismo, que declaró que la oposición debería ayudar al gobierno a ayudar a los afectados en lugar de simplemente "limitarse a criticar". En cuestiones sociales, se mostró contrario a la despenalización del aborto pero a favor de la legalización del consumo de marihuana, postura en la que se contrapuso a Manzur. Al igual que Manzur, se mostró a favor de combatir el aborto clandestino mediante políticas de educación sexual.
En San Miguel de Tucumán, donde el candidato a vicegobernador por el ApB, Osvaldo Jaldo, había ejercido la intendencia como candidato del FpV, paralelamente se denunciaron despidos y aprietes a empleados municipales que no apoyaban a la alianza opositora; empleados fueron despedidos de la municipalidad capitalina por no apoyar la deserción de Jaldo al Acuerdo para el Bicentenario. En dichas elecciones cuatro personas, entre ellas Hugo Alarcón, -candidato a delegado comunal apoyado por Cano- fueron detenidas luego de la quema de urnas.

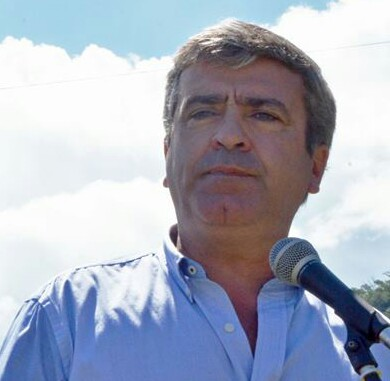
Cano durante un discurso de campaña en El Cadillal.

Bussi, que se presentaba por cuarta vez a la gobernación con un historial de intención de voto cada vez más decreciente, hizo una campaña de corte derechista, centrándose en la necesidad de reforzar la seguridad, aunque se declaró en contra de incrementar el número de policías. Buscó una política de "cero tolerancia" con el consumo de drogas, y anunció su intención de que se incrementaran las penas para todos los delitos. Con respecto a Cano, Bussi cuestionó su candidatura opositora alegando que trabajaba directamente con un oficialista, como lo era Amaya, y se centró en él para atacar al Acuerdo para el Bicentenario. Al momento de proclamar su candidatura, declaró que "quienes hoy se declaran opositores al final avalaron la re-reelección de Alperovich". Posteriormente, declararía que el 50% de la población de la capital de Tucumán no contaba con agua potable, y dio como culpables de esto al gobierno provincial y al municipal. El 5 de agosto, denunció que el aparato estatal luchaba para que él no ganara las elecciones ni representara una competencia, declarando que grandes corporaciones se habían negado a permitirle mostrarse en público, y afirmó que Cano financiaba su campaña con "dinero de juego y drogas", y que el hecho de que permitiera que un peronista se presentara como candidato a vicegobernador con él contribuía a una "peronización" de parte de la supuesta oposición provincial.
El candidato del Frente de Izquierda, Blanco, declaró que podía notar un giro del electorado del país hacia las posturas más izquierdistas, señalando el aumento de legisladores de sus partidos en Córdoba y Buenos Aires, y anunció que podía suponerse que en el mundo entero la izquierda aumentaría su caudal de votos. Blanco declaró que todos los candidatos eran prácticamente iguales y que "tanto Massa, como Macri y Scioli, tienen el común denominador de que la deuda la pague el pueblo argentino. La alternativa es el FIT, que trae consigo la agenda del pueblo trabajador". Veliz, el candidato a vicegobernador, se centró en la situación de la provincia, declarando que Tucumán tenía los índices más altos de trabajo en negro y los sueldos más bajos, y que mientras los demás partidos presentaban como candidatos a empresarios, el FIT presentaría a trabajadores que representaran trabajadores, señalándose a él, un docente, como ejemplo. El FIT se comprometió a que los funcionarios del gobierno provincial tucumano cobrarían un salario similar al de los docentes si ganaban las elecciones.
El 9 de agosto, tuvieron lugar en todo el país las elecciones Primarias, Abiertas, Simultáneas y Obligatorias, instancia a la que Tucumán no adhería para cargos provinciales, por lo que solo se disputaron las precandidaturas nacionales en la provincia. Manzur concurrió con su familia a votar al Colegio El Salvador, en el barrio de Yerba Buena; mientras que Cano votó en la escuela Nueva Esperanza, ubicada en el barrio Oeste II. Después de votar, un grupo de vecinas se acercó a Cano para saludarlo y protestaron que "faltaban boletas suyas", a los que Cano tuvo que explicarles en qué consistían las PASO. La provincia registró un ligero corte de boleta en contra de Alperovich en su candidatura senatorial, mientras que Scioli se benefició. En la capital, donde Amaya ejercía la intendencia, 10 de cada 100 votantes kirchneristas descartó a Alperovich. Sin embargo, se consideró que esencialmente el oficialismo no se vio afectado por las inundaciones, aunque fueron las PASO con menor participación en la provincia desde su implementación.
Días antes de las elecciones, 20 de agosto, se realizó un debate televisado entre los candidatos a gobernador, con la única ausencia de Manzur, cómodo en las encuestas. Durante su exposición, Cano lamentó la ausencia de su principal contrincante, y señaló la silla correspondiente a Manzur, afirmando que: "esa silla vacía representa la ausencia de políticas de estado en materia de seguridad en la última década, que tuvo recursos como nunca antes la provincia había tenido". Blanco declaró que "vivimos en un régimen de impunidad", y se comprometió a buscar la transparencia. Bussi asistió al debate sosteniendo el antiguo bastón de su padre, fallecido en 2011, se mostró de acuerdo con eso, y anunció que había que combatir la corrupción, principalmente entre las fuerzas policiales, a las que había que "reorganizar". También declaró que buscaría un proyecto de ley para que los debates gubernativos fueran obligatorios y de asistencia forzosa, en señalación a la ausencia de Manzur. Al finalizar su exposición, Bussi levantó una camiseta del Club Atlético Boca Juniors, declarando "Estos son mis colores. Yo soy de Boca, y nunca me cambiaré la camiseta", en clara referencia al giro político de Amaya, sin mencionarlo. El candidato laborista, Cirnigliaro, pidió el fin de lo que llamó "un estado mafioso", y acusó al gobierno de "ignorar sus obligaciones". Koltan, por su parte, afirmó que de ganar declararía durante 180 días el estado de emergencia provincial, para ayudar a "poner orden" en la provincia. Por último, Parajón, del partido Pueblo Unido, dijo en su exposición que "Los políticos tenemos la obligación de recuperar los valores perdidos".

## Resultados

### Gobernador y Vicegobernador
|  | 53.68 % |

|  | 41.51 % |

|  | 3.26 % |

|  | 0.61 % |

|  | 0.46 % |

|  | 0.27 % |

|  | 0.21 % |

|  | 96.21 % |

|  | 2.64 % |

|  | 1.15 % |

|  | 100.00 % |

|  | 85.17 % |

### Legislatura Provincial
| Partido/Alianza                           | Partido/Alianza                                 | Partido/Alianza                                 | Votos     | %     | Bancas |
| ----------------------------------------- | ----------------------------------------------- | ----------------------------------------------- | --------- | ----- | ------ |
|                                           |                                                 | Frente para la Victoria                         | 159.311   | 19,64 | 14/49  |
|                                           | Acción Regional                                 | 46.762                                          | 5,76      | 3/49  |        |
|                                           | Partido de los Trabajadores                     | 38.436                                          | 4,74      | 3/49  |        |
|                                           | Tucumán Innovador                               | 32.261                                          | 3,98      | 3/49  |        |
|                                           | Comunidad en Organización                       | 27.029                                          | 3,33      | 1/49  |        |
|                                           | Alianza Frente Provincial                       | 20.747                                          | 2,56      | 2/49  |        |
|                                           | Tucumán en Positivo                             | 19.840                                          | 2,45      | 2/49  |        |
|                                           | Partido Crecer para la Victoria                 | 18.509                                          | 2,28      | 1/49  |        |
|                                           | Partido Acuerdo Federal                         | 14.816                                          | 1,83      | 1/49  |        |
|                                           | Podemos                                         | 13.406                                          | 1,65      |       |        |
|                                           | Frente Solidario Laborista                      | 11.055                                          | 1,36      | 1/49  |        |
|                                           | Partido Concertación para la Democracia         | 10.567                                          | 1,30      | 1/49  |        |
|                                           | Militancia Popular                              | 8.386                                           | 1,03      | 1/49  |        |
|                                           | Corriente Popular                               | 7.859                                           | 0,97      |       |        |
|                                           | Nuevo Espacio Popular                           | 7.039                                           | 0,87      |       |        |
|                                           | Convicción y Compromiso                         | 6.427                                           | 0,79      |       |        |
|                                           | Movimiento de Unidad Popular                    | 6.402                                           | 0,79      |       |        |
|                                           | Partido de la Renovación y la Dignidad          | 4.295                                           | 0,53      |       |        |
|                                           | Camino a la Lealtad                             | 939                                             | 0,12      |       |        |
|                                           | Desempleados Unidos                             | 916                                             | 0,11      |       |        |
| Total Frente para la Victoria             | Total Frente para la Victoria                   | Total Frente para la Victoria                   | 455.002   | 56,08 | 33/49  |
|                                           |                                                 | Acuerdo para el Bicentenario                    | 55.454    | 6,83  | 4/49   |
|                                           | Movimiento Popular y Federal                    | 48.575                                          | 5,99      | 5/49  |        |
|                                           | Tucumán para Todos                              | 37.994                                          | 4,68      | 2/49  |        |
|                                           | Propuesta Republicana                           | 27.412                                          | 3,38      | 2/49  |        |
|                                           | Viva la Ciudad                                  | 15.059                                          | 1,86      | 1/49  |        |
|                                           | Movimiento Libres del Sur                       | 10.365                                          | 1,28      |       |        |
|                                           | Compromiso Ciudadano Independiente              | 9.657                                           | 1,19      | 1/49  |        |
|                                           | Propuesta Ciudadana                             | 9.219                                           | 1,14      |       |        |
|                                           | Partido Proyecto Popular                        | 6.506                                           | 0,80      |       |        |
|                                           | Partido de la Comunidad Organizada              | 6.137                                           | 0,76      |       |        |
|                                           | Partido Demócrata Cristiano                     | 5.887                                           | 0,73      |       |        |
|                                           | Ciudadanos Contra la Corrupción                 | 5.375                                           | 0,66      |       |        |
|                                           | Partido Socialista                              | 5.205                                           | 0,64      |       |        |
|                                           | Movimiento Popular de la Militancia             | 3.726                                           | 0,46      |       |        |
|                                           | Compromiso con el Pueblo                        | 3.292                                           | 0,41      |       |        |
|                                           | Partido Fe                                      | 2.551                                           | 0,31      |       |        |
|                                           | Movimiento Republicano                          | 2.507                                           | 0,31      |       |        |
|                                           | Movimiento de Unidad y Cambio                   | 1.973                                           | 0,24      |       |        |
| Total Acuerdo para el Bicentenario        | Total Acuerdo para el Bicentenario              | Total Acuerdo para el Bicentenario              | 256.894   | 31,66 | 15/49  |
|                                           | Fuerza Republicana                              | Fuerza Republicana                              | 26.860    | 3,31  | 1/49   |
|                                           | Movimiento de Inclusión y Organización          | Movimiento de Inclusión y Organización          | 7.595     | 0,94  |        |
|                                           | Movimiento Independiente                        | Movimiento Independiente                        | 7.036     | 0,87  |        |
|                                           | Frente de Izquierda y de los Trabajadores       | Frente de Izquierda y de los Trabajadores       | 6.393     | 0,79  |        |
|                                           | Frente Renovador Auténtico                      | Frente Renovador Auténtico                      | 6.036     | 0,74  |        |
|                                           | Proyecto K                                      | Proyecto K                                      | 6.035     | 0,74  |        |
|                                           | Lealtad Participativa                           | Lealtad Participativa                           | 5.569     | 0,69  |        |
|                                           | Militancia Territorial                          | Militancia Territorial                          | 4.717     | 0,58  |        |
|                                           | Alianza Alternativa Popular                     | Alianza Alternativa Popular                     | 4.427     | 0,55  |        |
|                                           | Construcción Ciudadana para la Inclusión        | Construcción Ciudadana para la Inclusión        | 4.255     | 0,52  |        |
|                                           | Unión y Progreso Social                         | Unión y Progreso Social                         | 3.567     | 0,44  |        |
|                                           | Movimiento de Integración Federal               | Movimiento de Integración Federal               | 3.338     | 0,41  |        |
|                                           | Encuentro por la Renovación                     | Encuentro por la Renovación                     | 3.336     | 0,41  |        |
|                                           | 7 de mayo                                       | 7 de mayo                                       | 3.233     | 0,40  |        |
|                                           | Partido Laborista de la Independencia           | Partido Laborista de la Independencia           | 2.428     | 0,30  |        |
|                                           | Kolina                                          | Kolina                                          | 2.183     | 0,27  |        |
|                                           | Movimiento de Integración Comunitaria           | Movimiento de Integración Comunitaria           | 1.480     | 0,18  |        |
|                                           | Participativa                                   | Participativa                                   | 746       | 0,09  |        |
|                                           | Movimiento Independiente de Justicia y Dignidad | Movimiento Independiente de Justicia y Dignidad | 214       | 0,03  |        |
| Votos positivos                           | Votos positivos                                 | Votos positivos                                 | 811.344   | 87,42 |        |
| Votos en blanco                           | Votos en blanco                                 | Votos en blanco                                 | 101.017   | 10,88 |        |
| Votos nulos                               | Votos nulos                                     | Votos nulos                                     | 15.758    | 1,70  |        |
| Participación                             | Participación                                   | Participación                                   | 928.119   | 82,92 |        |
| Electores registrados                     | Electores registrados                           | Electores registrados                           | 1.119.260 | 100   |        |
| Mesas escrutadas: 3.539 de 3.601 (98,28%) |                                                 |                                                 |           |       |        |
| Fuente:                                   |                                                 |                                                 |           |       |        |

#### Resultados por secciones electorales
| Sección Electoral I – Capital 19 Diputados Mesas escrutadas: 1.271 de 1.279 (99,37%) | Sección Electoral I – Capital 19 Diputados Mesas escrutadas: 1.271 de 1.279 (99,37%) | Sección Electoral I – Capital 19 Diputados Mesas escrutadas: 1.271 de 1.279 (99,37%) | Sección Electoral I – Capital 19 Diputados Mesas escrutadas: 1.271 de 1.279 (99,37%) | Sección Electoral I – Capital 19 Diputados Mesas escrutadas: 1.271 de 1.279 (99,37%) | Sección Electoral I – Capital 19 Diputados Mesas escrutadas: 1.271 de 1.279 (99,37%) |
| Partido/Alianza                                                                      | Partido/Alianza                                                                      | Votos                                                                                | %                                                                                    | Bancas                                                                               | Candidatos |
| ------------------------------------------------------------------------------------ | ------------------------------------------------------------------------------------ | ------------------------------------------------------------------------------------ | ------------------------------------------------------------------------------------ | ------------------------------------------------------------------------------------ | --- |
|                                                                                      | Movimiento Popular y Federal                                                         | 32.215                                                                               | 9,77                                                                                 | 4/19                                                                                 | Ver candidatos: 1. Silvia Beatriz Elías 2. Eduardo Alberto Bourlé 3. José María Canelada 4. Adela del Valle Estofán 5. Eudoro Domingo Aráoz 6. Daniel Oscar Iriarte 7. Leticia Alfonsina Pacheco 8. Roberto Joaquín Michavila 9. Miguel Ángel Figueroa 10. Susana Andrea Mena 11. María Roxana Nesteruk Nazar 12. Martín Federico Soria 13. Daniel Esteban Arancibia 14. María Inés Hinojosa 15. Raúl Antonio Cervantes 16. Juan Carlos Figueroa 17. Mirta Lorena Gutiérrez 18. Héctor Hugo Farías 19. Luis Roberto Ybáñez                                               |
|                                                                                      | Alianza Frente Provincial                                                            | 20.747                                                                               | 6,30                                                                                 | 2/19                                                                                 | Ver candidatos: 1. Ramón Santiago Cano 2. María Elena S. Cortalezzi 3. Luis Humberto Marcuzzi 4. Rosanna E. del Valle Ledesma 5. Luis Horacio Yanicelli 6. Juan Carlos Ale 7. Mercedes Aguirre 8. Antonio Raed 9. Ismael Karim Kanan 10. Roxana Alejandra Belloni 11. Jorge Daniel Garnica 12. Cynthia Vanesa Díaz 13. Juan Daniel Ríos 14. Víctor Ramón Esteban Sosa 15. Teresa Eloísa Álvarez 16. Juan Carlos Rojas 17. Martina del Tránsito Rodríguez 18. Pablo Rafael Trujillo 19. Ramón Alberto Mansilla Zelarayán                                                  |

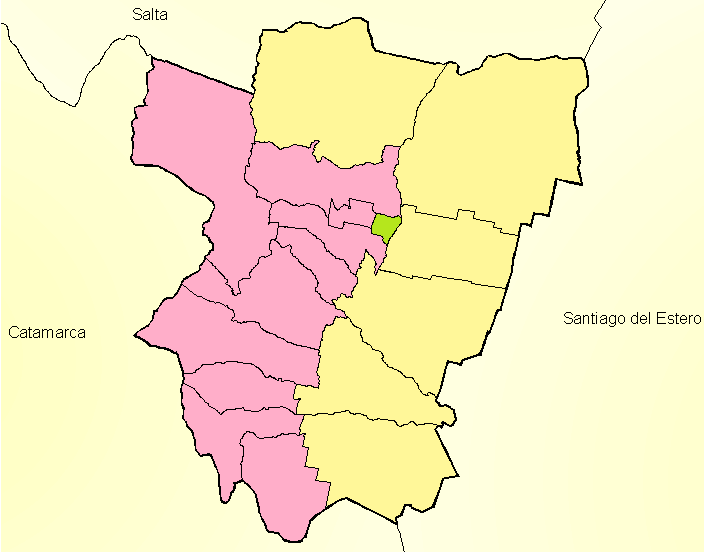
Secciones electorales de Tucumán:
Sección I – Capital
Sección II – Este
Sección III – Oeste

|                                                                                      | Tucumán en Positivo                                                                  | 19.840                                                                               | 6,02                                                                                 | 2/19                                                                                 | Ver candidatos: 1. Guillermo Martín Gassembauer 2. Emiliano Vargas Aignasse 3. Leonor del Huerto Juárez 4. Juan Luis Laino 5. Mirta del Valle Gutiérrez 6. Andrés Abelardo Jaime 7. María Silvia Aguel Benítez 8. Jorge Alurralde 9. Mario Javier Morof 10. María Antonia López 11. Juan Manuel Villagra 12. Julio Alberto Jarma 13. Ester Fanny Robles 14. Gustavo Javier Elías 15. Sergio Néstor Roberto 16. Blanca Estela del Carmen Zelaya 17. Juan Roberto Ponce 18. Juan Ernesto Salas 19. Olga Ramona Molina                                                      |
|                                                                                      | Fuerza Republicana                                                                   | 16.005                                                                               | 4,86                                                                                 | 1/19                                                                                 | Ver candidatos: 1. Claudio Daniel Viña 2. Federico Hernán Martínez 3. Blanca Rita Sonia Castro 4. Norma Alejandra Duran 5. Luis Fabio Gutiérrez Quintanilla 6. Susana Guillermina Lucena 7. Mabel del Valle Toranzo 8. Isabel del Valle Juárez 9. Gonzalo Adrián Pizarro 10. Luis Antonio Zelarayan 11. Ema Gladys López 12. Olga Cecilia Molina 13. Fátima Sandra Elizabeth Bazán 14. Sandra Elizabeth Maldonado 15. Eliana Paola Martel 16. Claudio Víctor Mendoza 17. María Cristina Leguizamón 18. David Castillo 19. Liliana del Valle Leiva                        |
|                                                                                      | Viva la Ciudad                                                                       | 15.059                                                                               | 4,57                                                                                 | 1/19                                                                                 | Ver candidatos: 1. Ernesto Alfredo Toscano 2. Sandra del Valle Miranda 3. Carlos Roberto Arnedo 4. Walter Ricardo Frías Barrera 5. Irma Delina Pérez 6. Juan Manuel Ledesma 7. Julio César Serrano Medrano 8. María Silvana Monachesi 9. Pablo Antonio Guerrero 10. Jorge Víctor Pérez Musacchia 11. Josefa del Valle Ocampo 12. Juan Pablo Carrizo Ambertin 13. Alfredo Antonio Lucero 14. Elena Patricia del Valle Albornoz 15. Juan Carlos Lezana Mendilaharzu 16. Lorena Velázquez 17. Franco Pinello 18. Roberto Raúl Antonio Ortiz 19. Karina del Valle Suárez     |
|                                                                                      | Acuerdo para el Bicentenario                                                         | 14.612                                                                               | 4,43                                                                                 | 1/19                                                                                 | Ver candidatos: 1. Manuel Fernando Valdez 2. José Luis Avignone 3. Lía Raquel López 4. Diego Schilman 5. Jorge Antonio Estrada 6. Regina Liliana Raisman 7. Ariel Germán Apichela 8. Lucía Ibáñez Fordham 9. Amado Apud 10. Ricardo Pablo Seidan 11. Mariana de los Ángeles Barrionuevo 12. Ezequiel Erimbaue 13. Nicolás Nieva Dumas 14. Rosa Isabel Ancajima Dulor 15. Matías Alejandro Fabio 16. Emilia Teresa Fara 17. Ramón Domingo Astrada 18. Manuel Juan Castellote 19. María Cecilia Lagarrigue                                                                 |
|                                                                                      | Tucumán para Todos                                                                   | 11.680                                                                               | 3,54                                                                                 | 1/19                                                                                 | Ver candidatos: 1. Christian A. G. Rodríguez 2. Eva Gabriela Corbalán 3. Claudia Andrea Braccia 4. José Ángel Franco 5. Enrique Miguel Ángel Parajon 6. María Elena Valdez 7. Juan Domingo Guevara 8. Miguel Antonio Ramos 9. Ramona Azucena López 10. Luis Matías Sánchez 11. Florencio Robles 12. Nancy Elizabeth Ponce de León 13. Pablo Darío Moyano 14. Dante Esteban Trejo 15. Liliana Isabel Montenegro 16. Gastón Federico Laino 17. Darío José Cabezas 18. Estela Beatriz Barros 19. Arnoldo Eduardo Ortiz                                                      |
|                                                                                      | Partido Acuerdo Federal                                                              | 11.334                                                                               | 3,44                                                                                 | 1/19                                                                                 | Ver candidatos: 1. Marcelo Caponio 2. Roque Remigio Brito 3. Liliana Estela Ruiz 4. Lucinda del Valle Espeche 5. José Adrián Santillán 6. Sofía Peyrel 7. José Severino Wiernes 8. Carlos Augusto Pizarro 9. María Ester Galván 10. Luis Antonio Alderete 11. Miguel Ángel Pascual 12. Elsa Daniela Rojas 13. Francisco Segundo Osorio 14. Christian Esteban Tejerina 15. María Elvira Sosa 16. Franco Duilio Buzzi 17. Carlos Fabián Domínguez 18. Karina Pamela Reyes 19. Rodolfo Ceferino Avellaneda                                                                  |
|                                                                                      | Frente Solidario Laborista                                                           | 11.055                                                                               | 3,35                                                                                 | 1/19                                                                                 | Ver candidatos: 1. Edgar Renee Ramírez 2. Orlando José di Marco 3. Graciela Mabel Aguirre 4. Juan Eduardo Saravia 5. Juan José Terraf 6. Graciela Labastida 7. Daniel Rubén Castillo 8. Roberto Francisco Jiménez 9. Silvia Liliana Arancibia 10. Hugo Ricardo Gutiérrez 11. Jorge Antonio Ferraro 12. Mercedes Arminda Rivero 13. Carlos Pablo Hoyo 14. Rodolfo Oscar Gutiérrez 15. Norma Beatriz Iglesias 16. Benigno Alfredo Calvo 17. Cristian Nicolás Alejandro 18. Adriana Marcela Castro 19. Hugo Nicolás Pedraza                                                 |
|                                                                                      | Propuesta Republicana                                                                | 10.852                                                                               | 3,29                                                                                 | 1/19                                                                                 | Ver candidatos: 1. Alberto Colombres Garmendia 2. María Gilda Pedicone 3. Alfredo Terán de Zavalía 4. Daniel Hernán Apud 5. Carla Yanina Porta 6. Jorge Rubén Loza 7. Marcos Eduardo Lizondo 8. Adriana María Barea 9. Luis Eduardo Bossi 10. Jorge Humberto Sepúlveda 11. María Josefina Paz 12. Agustín Viejobueno 13. Pablo Federico Cainzo 14. María Emilia Terán 15. Enrique Daniel Sánchez 16. Edgardo Fabio Apaza 17. Patricia Elizabeth Parra 18. Edgardo Nicolás Molina Guazi 19. Luis Eduardo Pérez Capozucco                                                  |
|                                                                                      | Partido Concertación para la Democracia                                              | 10.567                                                                               | 3,21                                                                                 | 1/19                                                                                 | Ver candidatos: 1. Sara Alejandra Assan 2. Jorge Adrián Díaz 3. Manuel Germán Arizmendi 4. Lidia Rosa Pérez 5. María Graciela Parra 6. Rosa Estela Segura 7. Jorge Antonio Gómez 8. Sergio Oscar Sosa 9. Noelia Anabel Medina 10. Patricia Mónica Rodríguez 11. Diego Marcelo Ruiz 12. Rosa Angélica Risso 13. Cynthia Elizabeth Nadal 14. Arturo Agustín Flores 15. Norma Beatriz Albornoz 16. Ángel Leonel Abate 17. Carlos Alberto Serrano 18. Estela Liliana Gutiérrez 19. José Ignacio Díaz Romero                                                                  |
|                                                                                      | Frente para la Victoria                                                              | 10.285                                                                               | 3,12                                                                                 | 1/19                                                                                 | Ver candidatos: 1. Marcelo Ditinis 2. Enrique Ignacio Golobisky 3. Graciela Elizabeth Sare 4. Luis María Arana 5. Oscar Simón Mirkin 6. Hortencia Ernestina Juárez 7. Berta Amalia Rasjido 8. María Gabriela González 9. Juan Luis Troncoso 10. Daniel Alberto Palacio 11. Teresa Mercedes Ávila 12. Marcela Paola Herrera 13. Jesús Humberto Juárez 14. Pedro Gabriel Ottonello 15. Marta Graciela Ordoñez 16. María Elena Cruz 17. Cristian Sebastián Delgadillo 18. Ramón Heberto Villalba 19. María Cristina Villa                                                   |
|                                                                                      | Compromiso Ciudadano Independiente                                                   | 9.657                                                                                | 2,93                                                                                 | 1/19                                                                                 | Ver candidatos: 1. Silvio César Bellomio 2. María Teresa Arias 3. Ana María González 4. Alejandra Viviana Lescano 5. Marcelo Alfredo Alonso 6. Alicia Inés Pérez Chaia 7. Oscar Enrique Toro 8. Ivana Yanina Castillo 9. María Soledad Amaya 10. Gabriel Antonio Gómez 11. Raúl Matías Mirande 12. Liliana Beatriz Lescano 13. Carlos Daniel Silva 14. Claudio Martín Álvarez Ledesma 15. Gabriela Puerari 16. María Beatriz Córdoba 17. Jorge Daniel Sotomayor 18. Graciela Alicia Barrionuevo 19. Raúl Sebastián Leguina                                               |
|                                                                                      | Militancia Popular                                                                   | 8.386                                                                                | 2,54                                                                                 | 1/19                                                                                 | Ver candidatos: 1. Fernando Arturo Juri 2. Elsa Rosa Arias 3. Jorge Raúl Márquez 4. Fernando Said Juri 5. Myriam Elizabeth Aguilar 6. Héctor Daniel Peralta 7. Mercedes del Valle Jorrat 8. José Esteban Botta 9. José Federico Bessolo 10. María Cristina Sigampa 11. Adrián Martín Farina 12. Antonio René Ladron de Guevara 13. Adriana Fátima Castro 14. Mario Eduardo García 15. Mauricio Alejandro Herrera 16. María Susana Peralta 17. Patricio Eduardo Clementi Escobar 18. Luis Eduardo Soria 19. Carla Romina Rivera                                           |
|                                                                                      | Nuevo Espacio Popular                                                                | 7.039                                                                                | 2,14                                                                                 | 0/19                                                                                 | Ver candidatos: 1. Esteban Eduardo Dumit 2. Gerónimo Vargas Aignasse 3. Angélica del Valle Tula 4. Juan Carlos Marcos Vera 5. José Ramón Mora 6. Soledad María Fernanda Romero 7. Diego Esteban Rija 8. Ramón Alberto Sandoval 9. Susana Graciela Medina 10. Edith Ruth Espíndola 11. Carlos Manuel de Angeli 12. Roberto Germán Olmos 13. Adriana Marcela Puebla 14. César Eduardo Luna González 15. Domingo Marcelo Alfaro 16. Mariela Alejandra Argañaraz 17. Hugo Oscar Romano 18. Juan Carlos Correa 19. Johanna Giselle Gómez                                      |
|                                                                                      | Movimiento Libres del Sur                                                            | 7.010                                                                                | 2,13                                                                                 | 0/19                                                                                 | Ver candidatos: 1. Federico Augusto Masso 2. Ernesto José Gómez Gómez Rossi 3. Celia Margarita Majada 4. José Enrique Argañaraz 5. Myriam Mercedes Acosta 6. Nilda del Carmen Acosta 7. Luis Alberto Maidana 8. Mirtha Noemí Fernández 9. Marta Susana Piera Bruno 10. Antonio Enrique Chasampi 11. María Carolina Herrera 12. Marcela Beatriz Origuela 13. Eliana Elizabeth Juárez 14. Francisco Antonio Montti 15. Silvia del Valle Escobar 16. Francisca del Rosario Aucello 17. Miguel Ángel González 18. Edith del Valle Bazán 19. Silvana del Valle Ruiz           |
|                                                                                      | Partido Proyecto Popular                                                             | 6.506                                                                                | 1,97                                                                                 | 0/19                                                                                 | Ver candidatos: 1. Francisco Osvaldo Mejías 2. Juan Manuel Frangoulis 3. Ana María López 4. Julio Armando Acosta 5. Héctor Ricardo Vides 6. María de los Ángeles Zambrano 7. Dominga Sara Rivero 8. Ramón Humberto Ferrazano 9. José Luis Herrera 10. Ercilia Guillermina Sánchez 11. Mariana Patricia Ramasco Scillia 12. Beatriz del Valle Pereyra 13. Susana Marcela Arancibia 14. Elena Imelda Núñez 15. Eloísa Beatriz Orellana 16. Juan Alberto Galván 17. Fernando Ernesto Emeterio 18. Andrea Silvia Medina 19. Omar Reynaldo Alfaro                             |
|                                                                                      | Convicción y Compromiso                                                              | 6.427                                                                                | 1,95                                                                                 | 0/19                                                                                 | Ver candidatos: 1. Ramiro González Navarro 2. Pedro Federico Beltrame 3. Silvia Rossana Nofal 4. José Américo Auberni 5. Marcelo Homero Casteluccio 6. María Elva Corbalán 7. Miguel Alberto Giménez 8. Fernando Raúl Eduardo Godoy 9. Liliana Haidee Lazarte 10. Humberto Antonio Rava 11. Claudio José di Santi 12. Susana Teresa del Valle Díaz 13. Francisco Fernando González 14. Fernando Carlos Correa 15. Adriana María Vázquez 16. Carlos Alberto Urquiza 17. Argentina Rosa Banegas 18. Nicasio Chasampi 19. Romina Palladini                                  |
|                                                                                      | Partido de la Comunidad Organizada                                                   | 6.137                                                                                | 1,86                                                                                 | 0/19                                                                                 | Ver candidatos: 1. Daniel Belisario Coronel 2. Nicolás Francisco Escasena 3. Nelida Cristina Giménez 4. Willams Rodrigo Fanlo Llanos 5. Walter Fabián Rossi 6. Mirta Patricia Vargas 7. Rubén Ricco 8. Guido D'Angelo 9. Viviana Paola Tirone 10. Javier Eduardo Arias 11. José Marcelo Rearte 12. Carolina Alejandra Daneri 13. Francisco Bernardo Germano 14. Jorge Luis Díaz 15. María del Carmen González 16. Arnaldo Hipólito Díaz 17. Franco Matías Alderete 18. Ivana del Valle Bulacio 19. Rafael Ariel Sajama                                                   |
|                                                                                      | Partido Demócrata Cristiano                                                          | 5.887                                                                                | 1,79                                                                                 | 0/19                                                                                 | Ver candidatos: 1. José Manuel Páez 2. María Teresa Mockevich 3. Ángel Ricardo Salguero 4. Eugenio Augier 5. Blanca Amelia Quiñonez 6. Ernesto Patricio Muñoz Molina 7. Cristian Rafael Arias 8. Juana Elena Iovane 9. Edmundo Julio Plaza 10. Oscar Heriberto Gómez 11. Nilda Raquel Martínez 12. René Daniel Giacobbe 13. José César Cicilia 14. María Eduviges González 15. Pedro Ramón Brito 16. Jorge Vides Almonacid 17. Patricia del Carmen Rodríguez 18. Enrique Sebastián Rovira 19. Antonio Eduardo Indelicato                                                 |
|                                                                                      | Lealtad Participativa                                                                | 5.569                                                                                | 1,96                                                                                 | 0/19                                                                                 | Ver candidatos: 1. Mario Alberto Leito 2. Noemí Elena del Valle Díaz 3. Fátima Marcela Petroni 4. Gregorio Pablo Carugatti 5. Rubén Ramón Villarruel 6. Cristina Luciana Navarro 7. José Armando Robledo 8. Rodolfo Ernesto Cosiansi 9. Silvia Cristina Contreras 10. Leandro Ramiro Sánchez 11. Roberto Walter Daruis 12. Melania Solange Barquet 13. Hugo Walter Rodríguez 14. Ramón Adolfo Flores 15. Jesica de los Ángeles Arias 16. Walter Maximiliano Germán 17. Carlos Gustavo Aguirre 18. Claudia Mariel Díaz 19. Julio César Soria                              |
|                                                                                      | Propuesta Ciudadana                                                                  | 5.525                                                                                | 1,68                                                                                 | 0/19                                                                                 | Ver candidatos: 1. Pedro Esteban Yane Mana 2. Fernando Edmundo Molina 3. Estela Elizabeth Martínez 4. Víctor Hugo Rossi 5. Guillermo Octavio Brito 6. María Celeste Gómez 7. Cecilia Raquel Lechesi 8. Ignacio Ezequiel Páez Terán 9. Estela Guadalupe Aragón 10. Luciana María Soraire 11. José Alberto Quiroga 12. María Johana Salas 13. José María Molina 14. Marcelo Eduardo Enrico 15. Gabriela Raquel Díaz 16. José Luis Gálvez 17. Luis Esteban Martínez 18. Andrea Mariana Albornoz 19. Tufi Daniel Esper                                                       |
|                                                                                      | Comunidad en Organización                                                            | 5.418                                                                                | 1,64                                                                                 | 0/19                                                                                 | Ver candidatos: 1. Sara Noemí Correa 2. Carlos Rodolfo Canevaro 3. Hernán José Iramain 4. Petrona del Tránsito Ledesma 5. Armando León Monetti 6. Julio Darío Valdez Salas 7. Mónica Patricia Albornoz 8. Juan Carlos Emilio Díaz 9. Nancy Elizabeth Navarro 10. Andrea Roxana Cáceres 11. Edith Lucrecia Vega 12. Natalia Elizabeth Córdoba 13. Carlos Ramón Gutiérrez 14. Victoria Andrea Medina 15. María Matilde Coronel 16. María Fernanda Nieva 17. Graciela Alcira Carrazan 18. Miguel Ángel Guevara 19. Oscar Andrés Medina                                      |
|                                                                                      | Partido Socialista                                                                   | 5.205                                                                                | 1,58                                                                                 | 0/19                                                                                 | Ver candidatos: 1. Raúl Ernesto Moreno 2. Juan Carlos Sánchez 3. Norah Susana Castaldo 4. Felipe Antonio Salas Piscitelli 5. Carlos Gabriel Garnier 6. Claudia Cecilia Córdoba 7. Rodolfo Tercero Burgos 8. José Eduardo Chasampi 9. Silvia Dominga Corimayo Fabián 10. Marcelo Fabián Boullhesen 11. Marta Teresa Reinoso 12. Juan Pablo Seleme 13. Aldo Sergio Testa 14. Juana Eugenia González 15. David Jacinto Núñez 16. Olga del Pilar Nieva 17. Marcelo Adolfo Graiff 18. Irma Graciela Ivanoff 19. Carolina del Valle Escobar                                    |
|                                                                                      | Podemos                                                                              | 4.924                                                                                | 1,49                                                                                 | 0/19                                                                                 | Ver candidatos: 1. Eloy Orlando del Pino 2. Luis Alberto Diarte 3. Carolina del Valle López Flores 4. Diego José Granado 5. Cecilia Andrea Zelaya 6. María Marta Mosqueira 7. Christian Augusto Pérez 8. Ricardo Alfredo Sandez 9. Claudia Analía Izursa 10. Juan Manuel Zelaya 11. Patricio Bejas 12. María José Vega Herrera 13. Martín María Romano Norri 14. Gabriela Sara Quiroga 15. Juan Francisco Díaz 16. María Cristina Lemos 17. María Inés Paz 18. Néstor Gastón Mellace 19. Norma Silvia Orellana                                                           |
|                                                                                      | Ciudadanos Contra la Corrupción                                                      | 4.903                                                                                | 1,49                                                                                 | 0/19                                                                                 | Ver candidatos: 1. Esteban Eduardo Jerez 2. Ana Valoy 3. Juan Ángel Pereyra 4. Daniel Eduardo Pappalardo 5. Raquel Fernanda Villafañe 6. Nicolás Soria 7. Martín Garzón 8. María Eugenia López 9. Rodolfo Salinas Collado 10. Sergio Leonardo Rossi 11. Cintia Valeria Mamani 12. Juan Manuel Merino 13. María del Huerto Agüero 14. Francisco Borja Ruiz 15. Laura Elizabeth Narese 16. Juan Pedro Sánchez 17. Yamila María Victoria Salazar 18. María Alicia Moyano 19. Carlos Alberto Sal                                                                             |
|                                                                                      | Frente de Izquierda y de los Trabajadores                                            | 4.791                                                                                | 1,45                                                                                 | 0/19                                                                                 | Ver candidatos: 1. Daniel Nelson Blanco 2. Silvina Noemí Pereda 3. Margarita Raquel Grassino 4. Daniela Fernanda Zelaya 5. Manuel Raúl Mira 6. Constanza Arreguez 7. Diego Esteban Toscano 8. María Belén Caldez 9. José Luis Carrazan 10. Fernando Guillen 11. Marta Susana Sosa 12. María D. L. A. Salvatierra Acebedo 13. Manuel Augusto González 14. Graciela Norma Zurita 15. Pedro Pablo Verasaluse 16. Julio David Pérez Romano 17. Rosa María Cerrizuela 18. Juan Manuel Ramos 19. Víctor Fabián Soria                                                           |
|                                                                                      | Partido de la Renovación y la Dignidad                                               | 4.295                                                                                | 1,30                                                                                 | 0/19                                                                                 | Ver candidatos: 1. Víctor Daniel Deiana 2. María Alejandra Arrieta 3. Pedro René Díaz 4. Sabrina Beatriz Zavarella 5. Gladys Ester Vallejo 6. José Antonio Ledesma 7. Silvia Patricia Jiménez 8. Benigno Moran 9. Raquel del Valle Juárez 10. Graciela Cristina Núñez 11. Armando Ariel Sierra 12. Osvaldo Carlos Andrés Carabajal 13. Nancy Fabiana Campo 14. Juan Manuel Barrionuevo 15. José Luis Solís 16. Mabel Noemí Gómez 17. Wilson Ricardo Prado 18. Rodolfo Atilio Canelo 19. Elizabeth del Valle Reverso                                                      |
|                                                                                      | Construcción Ciudadana para la Inclusión                                             | 4.255                                                                                | 1,29                                                                                 | 0/19                                                                                 | Ver candidatos: 1. José Luis Ruiz 2. Lucía Elena Ramos Catalán 3. Francisco Amable Díaz 4. Juan Atilio Belloni 5. Mercedes Alejandra de Jesús David 6. José Alejandro Auvieux 7. Rolando Alberto Soria 8. Silvia Noemí Brito 9. Gabriel Alfredo Ruiz 10. José Antonio Lázaro Castilla 11. Silvia Jesica Beltrán 12. Fernando Daniel Farfan 13. Sergio Daniel Veliz 14. María de los Ángeles Nievas 15. Darío Atilio Navarro 16. José Trassani 17. Liliana del Rosario Salica 18. Sergio Enrique Colombres 19. Modesto Domingo Tejerina                                   |
|                                                                                      | Proyecto K                                                                           | 4.057                                                                                | 1,23                                                                                 | 0/19                                                                                 | Ver candidatos: 1. José Alberto Cuneo Verges 2. Oscar Segundo Holmquist 3. Roxana Elizabeth Quinteros 4. Alba Lilian Reynaga 5. Enrique Adrián Lizarraga 6. Rubén Lahorca 7. Celia Isabel Debono 8. Samuel Horacio Demayo 9. Francisco Eduardo Brepe 10. Gabriela Irene Nieva 11. Guillermo Roberto Anachuri 12. Dardo Alberto Perea 13. Melba del Rosario Velázquez 14. Sergio Teófilo Ortiz 15. Edmundo Ezequiel Ramos Nieto 16. Patricia Alejandra Guerrero 17. Héctor José Guelardi 18. Mónica del Valle Reynoso 19. Gustavo Agustín Sánchez                         |
|                                                                                      | Acción Regional                                                                      | 3.979                                                                                | 1,21                                                                                 | 0/19                                                                                 | Ver candidatos: 1. Hugo Antonio Gacioppo 2. Adolfo Enrique Bottini Rubiol 3. Gladys Noemí Núñez Morales 4. Walter Marcelo Perdiguero 5. Valeria Constanza Modolo 6. Diego Esteban Ibarra 7. Pedro Antenor Bulacio 8. Jessica del Carmen de la Cruz 9. Eduardo Salvador Moreno 10. Carlos Rafael Berón 11. Mercedes Magdalena Regalado 12. Diego Sebastián Viscido 13. Eduardo Daniel Weiss 14. Romina de Fátima Cabeza 15. Patricio Joaquín Ramasco 16. Ángel Martín Feres 17. Azucena Beatriz Godoy 18. Alberto Joaquín Domínguez 19. Raúl Alberto Ibáñez               |
|                                                                                      | Militancia Territorial                                                               | 3.848                                                                                | 1,17                                                                                 | 0/19                                                                                 | Ver candidatos: 1. Bernardo García Hamilton 2. Fernando Raúl Llaryora 3. Marcela del Valle Moreno 4. Víctor David Hinojosa 5. Julia del Valle Gómez 6. Rosa Ana Quiquinto 7. Martín Julio César Vélez 8. Rita Analía Morales 9. Emilse del Valle Silva 10. Marta Carla Filomeno 11. Julia María Paula Juárez 12. Analía Desiree Rus 13. Yasmina María Fernanda Juárez 14. Elda Inés Antonia Otero 15. Clara Zulema Moreno 16. José Luis González 17. Silvina Araceli Albornoz 18. Rosa Valeria Hinojosa 19. José Dante Palavecino                                        |
|                                                                                      | Movimiento Popular de la Militancia                                                  | 3.726                                                                                | 1,13                                                                                 | 0/19                                                                                 | Ver candidatos: 1. Ángel Fabián Rivadeneira Lichardi 2. Alejandra Estela Medina 3. Federico Horacio Hanssen 4. Mario Alberto Ingaramo 5. Ana Lucía González Hernández 6. Francisco Ricardo Barrera 7. Carlos Alberto Pinto 8. Estela Sabina Ruiz 9. Marcos Diego Santillán 10. Roque Rodolfo Valverdi 11. María de los Ángeles Díaz 12. Víctor Antonio Orozco 13. Sara Mercedes Espinosa 14. Raúl Antonio Zelarayán 15. Carlos Adrián Amaya 16. Mariana Soledad Pardo Iosa 17. Sebastián Miguel Ojeda Andrada 18. Víctor Hugo Herrera 19. Claudia Adriana del Valle Vera |
|                                                                                      | Compromiso con el Pueblo                                                             | 3.292                                                                                | 1,00                                                                                 | 0/19                                                                                 | Ver candidatos: 1. Miguel Armando Varela 2. Gabriel Alejandro Castro 3. Daniela Alejandra López 4. Edmundo Carim Asus 5. Juan Pablo Soria Ferullo 6. Marcela Lorena Leguizamón 7. Julio Gaspar Pereyra 8. Agustín Javier del Valle Paz 9. Dora Graciela Lopopolo 10. Miguel Ángel Noguera 11. Carlos Humberto Reinoso 12. María Cristina Abregú 13. Mario Germán Rocha 14. Carlos Javier Aráoz 15. Verónica D. Velasco San Román 16. Marcos Aníbal Juárez 17. Ángel Mariano Sosa 18. Karina del Valle Molina 19. Walter Alfredo Riarte                                   |
|                                                                                      | 7 de mayo                                                                            | 3.233                                                                                | 0,98                                                                                 | 0/19                                                                                 | Ver candidatos: 1. Antonio Lázaro Álvarez 2. Mariela del Valle Solorzano 3. José Luis Imain 4. Mario Ernesto Moisés Leirman 5. Teresa Adriana Briseño 6. Ricardo Hugo Castillo 7. Ricardo Eugenio Flores 8. Mariana Cristina Suárez 9. José Rolando Trujillo 10. Gerardo Rafael Villanueva 11. Ramona del Valle Castro 12. Aída Cristina Barrios 13. Nicolás Antonio Reyes 14. Manuel Ramón Grau 15. Vilma Adriana Albornoz 16. Alejandra M. Fernández 17. José Javier Brizuela 18. Noelia Magali Carreras 19. José Eduardo Castillo                                     |
|                                                                                      | Alianza Alternativa Popular                                                          | 2.738                                                                                | 0,83                                                                                 | 0/19                                                                                 | Ver candidatos: 1. Octavio José Campero 2. Hilda Beatriz Disatnik 3. Héctor Santiago Manfredo 4. Luciana Noemí Vilte 5. Nora Estela del Valle Dulac 6. Walter Omar Díaz 7. Jorge Ernesto Zagarese 8. Sonia Eugenia Ovadilla Sfer 9. Hugo Juan José Martucci 10. Mirta Lidia Carrizo 11. María Deolinda Chávez 12. Diego Leonardo Rodríguez Aráoz 13. Silvina Mariela Villarreal 14. Ramón Alfredo Galván 15. Carlos Roberto Luna 16. Claudia Verónica Camacho 17. Francisco Florentino Ibarra 18. Silvia Andrea Luna 19. Paola Susana Sotelo                             |
|                                                                                      | Partido Fe                                                                           | 2.551                                                                                | 0,77                                                                                 | 0/19                                                                                 | Ver candidatos: 1. Oscar Antonio José López 2. Pablo Francisco Holgado 3. Luciana Sofía Lobo Loberse 4. Manuel Alberto Juárez 5. Osvaldo Augusto Heredia 6. Alicia Analía Luján 7. Daniel Zalazar Romero 8. Jorge Eduardo Nediani 9. Mirta Liliana Casado 10. Juan Eduardo Sanavera 11. Claudio Arnoldo Issa 12. Marta Viviana Ibáñez 13. Miguel Ángel Mostajo 14. Arturo Mariano Ruiz Ramírez 15. Pilar Isabel García 16. Rafael Adolfo Cobo 17. Jesús María Romano 18. Andrea Celeste Medina 19. Carlos Segundo Méndez                                                 |
|                                                                                      | Movimiento Republicano                                                               | 2.507                                                                                | 0,76                                                                                 | 0/19                                                                                 | Ver candidatos: 1. Raúl Alberto Reinoso 2. Julio Horacio Suárez Chazarreta 3. Mónica Graciela Melique 4. Adela Micaela Delgadino 5. Andrés Luis Fernández 6. Carlos Alberto Filippi 7. Vicenta Ángela Legname 8. Carlos Antonio Romero 9. Oscar Alfredo Sánchez 10. Josefa Ángela Carreras 11. Oscar Alberto Cancino 12. Zenón Francisco Flores 13. Albina Eva Ortiz Santillán 14. José Ricardo Decima 15. Miguel Chambeaud 16. María Mercedes Reinoso 17. Juan Eduardo Suárez 18. Luis Fernando Zelaya 19. María Teresa Platero                                         |
|                                                                                      | Movimiento de Unidad y Cambio                                                        | 1.973                                                                                | 0,60                                                                                 | 0/19                                                                                 | Ver candidatos: 1. Esteban Mario Ávila 2. Ramón Antonio Berrondo 3. María Luz Ance 4. Sara María Fernández Palma 5. Enrique Luis Fernando Alonso Torres 6. María de los Ángeles García Pérez 7. Edmundo Alberto Botto 8. Félix Alejandro Albano 9. Leticia del Valle Mure 10. Carlos Alberto Uasuf 11. Pablo Enrique Lizarraga 12. Ana Lía Urueña 13. Gerardo Javier Augier 14. María Soledad Álvarez 15. Juan Carlos Orosco 16. Roque Víctor González 17. Laura Cecilia Pitala 18. Analía Mercedes Campos 19. Omar Enrique Díaz                                         |
|                                                                                      | Partido Laborista de la Independencia                                                | 1.917                                                                                | 0,58                                                                                 | 0/19                                                                                 | Ver candidatos: 1. Osvaldo José Cirnigliaro 2. Juan Augusto Cirnigliaro 3. María de los Ángeles Villa 4. Gregorio Alfredo Perdiguero 5. José Luis Carballo 6. Estela Carolina Ale Teseira 7. Juan Carlos Lazarte 8. Rolando Alfredo Palomino 9. Juana Gladys Morales 10. Pablo Salvador Imbaud 11. Emilio Antonio Berenje 12. Silvia Graciela Olea 13. Luis Gustavo Boeri 14. Ángel Antonio Páez 15. Daniela Soledad Montes Ojeda 16. María Cecilia Pérez 17. Fabiana Carolina Rodríguez 18. Rosa Edelmira Rodríguez 19. José Alfredo Vázquez                            |
|                                                                                      | Partido de los Trabajadores                                                          | 1.572                                                                                | 0,48                                                                                 | 0/19                                                                                 | Ver candidatos: 1. Marcelo Ricardo Corisi 2. Juan Eduardo Pastor 3. María de los Ángeles Artaza 4. Luis Gerardo Rionda González 5. Víctor Manuel Díaz Bucci 6. Julieta Antonia Trejo 7. María Cristina Cuffia 8. Fernando Jesús Jiménez 9. Aída Graciela Orellana 10. Rodrigo Eduardo Giménez Barros 11. Claudia Alejandra Gramajo 12. Silvia Roxxana Caram 13. Sergio Rolando Rodríguez 14. Ángela Beatriz Cornide 15. Darío Manuel Otero 16. Natalia Elizabeth Chaile 17. Jonathan Elías Moya 18. Josefa Isabel Caro 19. Esteban David González                        |
|                                                                                      | Movimiento de Integración Comunitaria                                                | 1.480                                                                                | 0,45                                                                                 | 0/19                                                                                 | Ver candidatos: 1. Amancio Lucio Antonio Petray 2. José Alberto Bitran 3. Marisa Nora Schettini 4. Sebastián Scott 5. Daniel Antonio Albornoz Rocha 6. Roxana del Milagro Contreras 7. Gustavo Andrés Petray 8. Miguel Ángel Roberto Zamora 9. Andrea Carolina Vizcarra 10. Armando A. Rojas Martínez 11. Oscar Jesús Scarel Ribeiro 12. María Estela Villafañe 13. Oscar Alberto Beltrán 14. Mario Francisco Chasampi 15. Julieta Isabel Solorzano 16. Marcelo Oscar Corbalán 17. David Alejandro Monteros 18. Irene Lucía Bulacio 19. Walter Enrique Gasep             |
|                                                                                      | Frente Renovador Auténtico                                                           | 1.407                                                                                | 0,43                                                                                 | 0/19                                                                                 | Ver candidatos: 1. Mariela Alejandra Martín Domenichelli 2. Víctor Hugo Arias 3. Víctor Ricardo Graells 4. Fernanda Luciana Villarroel 5. Carlos Alberto Carbonell 6. Roberto Marcos Rivas 7. Silvia Graciela Mendoza 8. Gerardo Miguel Banegas 9. Julio César Arias 10. Luciana Gómez 11. Juan José Pasteris 12. Javier Nicolás Lazarte 13. Rosa Guillermina Segovia 14. Eduardo Aybar 15. Teresa de Jesús Sosa 16. Griselda Liliana de los Ángeles Lazarte 17. Elina María Luján Espeche 18. Mercedes Giselle Zerda 19. María Amelia Vallejo                           |
|                                                                                      | Movimiento de Inclusión y Organización                                               | 1.242                                                                                | 0,38                                                                                 | 0/19                                                                                 | Ver candidatos: 1. Carlos de Jesús Arias 2. René Ramón Tolosa 3. Susana Raquel Giménez 4. Manuel Antonio Medina 5. Myriam del Valle Villoldo Moyano 6. Elías Rafael Luna 7. Salvador Osvaldo Papa 8. Mariela Cecilia Santana 9. Laura Paola Collante 10. Raúl Oscar Hernández 11. Miguel Ángel Santillán 12. Mirta del Valle Aldeco 13. Víctor Antonio Arias 14. Arístides Jesús Ortega Chahla 15. María Luz Acosta Valencia 16. Ramón Antonio Guardia 17. Eduardo Nicolás Soria 18. Gabriela Josefina Arias 19. Carlos Daniel Argañaraz                                 |
|                                                                                      | Movimiento de Integración Federal                                                    | 1.158                                                                                | 0,35                                                                                 | 0/19                                                                                 | Ver candidatos: 1. Daniel Alejandro Mahmaud 2. Laura Cecilia Vergara 3. Raúl Ernesto Paz 4. Marcos Javier Gómez 5. Myriam del Valle Rodríguez 6. Juan Manuel Maldonado 7. Juan José Gómez 8. Imelda Matilde Ocaranza 9. Daniel Alberto Masoni 10. José Carlos Juárez 11. Ivana del Valle Carrizo 12. Arturo Enrique Pelejero 13. Carlos Alberto Pérez Contini 14. Leila Mabel Tali 15. Rodolfo Sebastián Valdez 16. Jorge Guillermo Ferreyra 17. Alba Carolina Carrizo 18. María Elena Díaz Herrera 19. Pablo Alejandro Cetuz                                            |
|                                                                                      | Camino a la Lealtad                                                                  | 939                                                                                  | 0,28                                                                                 | 0/19                                                                                 | Ver candidatos: 1. Luis Benjamín Burgos 2. Miguel Antonio Martín 3. Cecilia Paola Carrizo El Ali 4. Claudia Teresa del Valle Ramón 5. José Antonio Ramos 6. Heraclio Rodolfo Romero Zeballos 7. María Silvana Salinas 8. Raúl Fernando Fernández 9. Claudia Marcela Roncedo 10. Roberto Teodoro Vencenovichi 11. Marcos Alberto Javier Medina 12. Dora Rosa Brito 13. Rolando Daniel Barrionuevo 14. Aldo Fabián Donamari 15. Cynthia del F. Méndez Castro 16. Eduardo José Barcellona 17. Rolando Américo Medina 18. Noelia Beatriz Moyano 19. Cristina Beatriz Urtiaga |
|                                                                                      | Desempleados Unidos                                                                  | 916                                                                                  | 0,28                                                                                 | 0/19                                                                                 | Ver candidatos: 1. Raúl Antonio Peralta 2. Patricia del Valle Paredes Vargas 3. Rafael Armando Nieto 4. Rodolfo Rubén Rueda 5. Nancy Lorena Albornoz 6. Silvia Esther Andrada 7. Fabián Eugenio Pereyra 8. María Luisa Castro 9. Susana del T. Navarro 10. María del Valle Flores 11. Francisco Bernardo Ale 12. Alicia Susana Díaz 13. Antonia Elena Villagra 14. Rita Stella M. González Sierra 15. Ricardo Miguel Sánchez 16. Eliana Ramona Nacher 17. Pamela Celeste Fernández 18. Sara del Carmen Suárez 19. Juan Marcelo Morales                                   |
|                                                                                      | Unión y Progreso Social                                                              | 847                                                                                  | 0,26                                                                                 | 0/19                                                                                 | Ver candidatos: 1. Luis Humberto Naufe 2. Mario Koltan 3. Mariana Brandan 4. Ángel Rafael Huespe 5. René Arnaldo Coronel 6. Noemí del Valle Rodríguez 7. Gonzalo Díaz Palacio 8. Luis Eduardo Elías 9. Alicia Marcela Ballesteros 10. Manuel Enrique Palacio 11. Sergio Ariel Quiroga 12. Rosa Noemí González 13. Liliana del Valle Fernández 14. Cynthia Noelia Dip 15. Fátima Elena Albornoz 16. Ramón Humberto Páez 17. Guillermo Ángel Perea 18. Ana Soledad Albornoz 19. César Antonio Pastrana                                                                     |
| Votos positivos                                                                      | Votos positivos                                                                      | 329.567                                                                              | 94,36                                                                                |                                                                                      | |
| Votos en blanco                                                                      | Votos en blanco                                                                      | 14.425                                                                               | 4,13                                                                                 |                                                                                      | |
| Votos nulos                                                                          | Votos nulos                                                                          | 5.289                                                                                | 1,51                                                                                 |                                                                                      | |
| Participación                                                                        | Participación                                                                        | 349.281                                                                              | 82,74                                                                                |                                                                                      | |
| Electores registrados                                                                | Electores registrados                                                                | 422.150                                                                              | 100                                                                                  |                                                                                      | |
| Sección Electoral II – Este 12 Diputados Mesas escrutadas: 882 de 898 (98,22%)       |                                                                                      |                                                                                      |                                                                                      |                                                                                      | |
| Partido/Alianza                                                                      | Partido/Alianza                                                                      | Votos                                                                                | %                                                                                    | Bancas                                                                               | Candidatos |
|                                                                                      | Frente para la Victoria                                                              | 74.353                                                                               | 41,13                                                                                | 7/12                                                                                 | Ver candidatos: 1. Zacarías Khoder 2. Julio Fabio Silman 3. Gladys del Valle Medina 4. Daniel Alberto Herrera 5. Enrique Fabián Bethencourt 6. Ángela Aída Jiménez 7. José Alberto Leoncio Gutiérrez 8. Luis Armando Espeche 9. María Eugenia D'Urso 10. Roque Héctor Graneros 11. Arturo René Soria 12. Ana Margarita Mansilla |
|                                                                                      | Partido de los Trabajadores                                                          | 20.703                                                                               | 11,45                                                                                | 2/12                                                                                 | Ver candidatos: 1. Andrés Ceferino Galván 2. Graciela del Valle Gutiérrez 3. Mariana Inés Daher 4. Ramón Ariel Jiménez 5. María Eugenia Ortiz 6. Armando Ángel Albornoz 7. Jorge Alejandro Moran 8. Virginia del Valle Haro 9. Carlos Roberto Guindan Reynoso 10. Sergio Enrique Luna 11. Rita María Liliana López 12. Álvaro Miguel Drube |
|                                                                                      | Partido Crecer para la Victoria                                                      | 18.509                                                                               | 10,24                                                                                | 1/12                                                                                 | Ver candidatos: 1. Eduardo Alberto Cobos 2. Jorge Antonio Córdoba 3. Analía Roxana Notari 4. Genaro Fabián Ludueña 5. Luis Oscar Albornoz 6. María Alejandra Gutiérrez 7. Edgardo Sergio Moreno 8. Franco Maximiliano Cabello 9. Nancy Fabiana Gallardo 10. Vicente Andrés Hernández 11. José María Veliz 12. Silvia Graciela Medina |
|                                                                                      | Acuerdo para el Bicentenario                                                         | 16.589                                                                               | 9,18                                                                                 | 1/12                                                                                 | Ver candidatos: 1. Luis Enrique González 2. Carlos Martín Rodríguez 3. María Cristina Valeros 4. Esteban Leopoldo Cabrera 5. Marta Viviana Guerra 6. Segundo Alberto Juárez 7. Félix Arturo Mothe 8. María Luz Guzmán del Moral 9. Víctor Eduardo Molina 10. Inés Noemí Jurao 11. Rolando Rubén Dip 12. Pedro Isaac Sánchez |
|                                                                                      | Comunidad en Organización                                                            | 13.101                                                                               | 7,25                                                                                 | 1/12                                                                                 | Ver candidatos: 1. Pablo Agustín Alfaro 2. Mercedes del Valle Correa 3. Jesús Gonzalo Marcos 4. Antonio Ignacio Medina 5. Damiana Inés Martínez 6. Hugo Dante Acosta 7. Jesús Matías Medina 8. Lorena Soledad Farías 9. Héctor Eduardo Jiménez 10. Néstor Nelson Lizarraga 11. Elena Beatriz Myriam Alfaro 12. Raúl Héctor Sosa |
|                                                                                      | Tucumán para Todos                                                                   | 8.609                                                                                | 4,76                                                                                 | 0/12                                                                                 | Ver candidatos: 1. Héctor Omar Argañaraz 2. Marcos Leonardo Díaz 3. María Cecilia Duran 4. Manuel Aarón Bliman 5. José Augusto Lefebvre 6. Vilma Hortencia Rivero 7. Edmundo René Zavalía 8. Laureano Víctor Chaile 9. Liliana Azucena Llano 10. Juan Carlos Díaz 11. Ramón Atilio Suárez 12. María Nataly Chirino |
|                                                                                      | Movimiento Independiente                                                             | 7.036                                                                                | 3,89                                                                                 | 0/12                                                                                 | Ver candidatos: 1. Lucas Alfredo Lossi 2. José Antonio Leguizamón 3. Patricia Estela Brito 4. José Antonio Santillán 5. Julián Alfredo Díaz 6. Claudia del Valle Rodríguez 7. Mirian Edith Herrera 8. Nicolás Gaspar Morales 9. María Inés Domínguez 10. Juan Domingo Jiménez 11. Raúl Ángel Velardez 12. María Luisa Fernández |
|                                                                                      | Fuerza Republicana                                                                   | 4.022                                                                                | 2,22                                                                                 | 0/12                                                                                 | Ver candidatos: 1. Mario Gerardo Huesen 2. José Esteban Camacho 3. María de los Ángeles Zerda 4. José Luis Chávez 5. María de los Ángeles Guevara 6. Damián Antonio Piccinetti 7. José Alberto Muze 8. Blanca Lucía Robles 9. Mercedes del Carmen Nieva 10. María Cecilia Olivera 11. María Esther Carrizo 12. Rosa Ramona Ávila |
|                                                                                      | Propuesta Ciudadana                                                                  | 3.694                                                                                | 2,04                                                                                 | 0/12                                                                                 | Ver candidatos: 1. Juan Sebastián Vega 2. Pablo Ayala 3. Leticia María Parra 4. José Amado Galván 5. Liliana Nataly Arcel 6. Graciela del Carmen Ovejero 7. Ramón Rafael Díaz Sartini 8. Ramón Roberto Jiménez 9. Carolina Libertad Jorgensen 10. Vicente Manuel Mamani 11. José Hilario Zerda 12. Juana del Carmen Pereyra |
|                                                                                      | Partido Acuerdo Federal                                                              | 3.482                                                                                | 1,93                                                                                 | 0/12                                                                                 | Ver candidatos: 1. Sergio Omar Arroyo 2. Fátima Viviana Alfaro 3. Eduardo Alberto Jaimes 4. Ramón Ángel González 5. María Rosa Francisco 6. Ramón Francisco Romano 7. Luciano Federico del Campo 8. Sara Lía del Valle Moreno 9. Manuel García Fernández 10. Andrés Américo Álvarez 11. Patricia Graciela Moyano 12. Néstor Adolfo Rodríguez |
|                                                                                      | Propuesta Republicana                                                                | 3.433                                                                                | 1,90                                                                                 | 0/12                                                                                 | Ver candidatos: 1. Rafael Edmundo Sánchez 2. Domingo Rubén Dávalos 3. Karina Roxana Ayala 4. Fernando César Savino Guerrero 5. María Gabriela Apud 6. Alejandro Agustín Lazarte 7. Jorge Lorenzo Ríos Germano 8. María de Las Mercedes Sepúlveda 9. Héctor Adrián Roldán 10. Silvia Noemí Asat 11. Martín Bernardo Lobo Colombres 12. Damián José Paz |
|                                                                                      | Movimiento de Integración Federal                                                    | 2.180                                                                                | 1,21                                                                                 | 0/12                                                                                 | Ver candidatos: 1. José Alberto Mercado 2. Claudia Gabriela Colque 3. Mercedes G. Leguizamón 4. René Isidoro Lazarte 5. Simona Romelia Sandoval 6. Christian Raúl González 7. Gabriel Orlando Puentes 8. Alicia Mabel del Valle Ponce 9. Enrique Francisco Ruesja 10. José Antonio Acosta 11. Mabel Inés Robles 12. Marcelo Norberto Páez |
|                                                                                      | Kolina                                                                               | 1.138                                                                                | 0,63                                                                                 | 0/12                                                                                 | Ver candidatos: 1. Aníbal Marcelo Rubino 2. Carlos Guillermo Gustavo Brito 3. Cecilia Daniela Rodríguez 4. Federico José Lacosegliaz 5. Juan Carlos Díaz 6. María Emma Moreno 7. Daniel Alberto Correa 8. Jorge Ernesto Rubino 9. Adriana Elizabeth Atria 10. Ángel Orlando Escobar 11. Juan Carlos Decima 12. Carmen del Valle Abbas |
|                                                                                      | Movimiento Libres del Sur                                                            | 963                                                                                  | 0,53                                                                                 | 0/12                                                                                 | Ver candidatos: 1. Sergio Emiliano Reynoso 2. María de los Ángeles Romano 3. Roxana Juárez 4. Ángela del Valle Gómez 5. Patricia del Carmen Medina 6. Jorge Antonio Luna 7. Natalia Carolina Palavecino 8. Miryan Noemí Amaya 9. Claudio Martín Leguizamón 10. Pedro Raúl Acosta 11. Gabriela Soledad Jaime 12. Mario Rubén Villagrán |
|                                                                                      | Encuentro por la Renovación                                                          | 907                                                                                  | 0,50                                                                                 | 0/12                                                                                 | Ver candidatos: 1. Francisco Humberto Díaz 2. Christian David Alperovich 3. María Eva Pino 4. Karina Eliana Peralta 5. Mónica Eliana Hassan 6. Claudia Inés Fernández Fabro 7. José Horacio Lobo 8. Luis María Lizarraga 9. Hilda Soledad Condori 10. Héctor Leonardo Álvarez 11. Santiago Marco Rocha 12. Cynthia Lorena Taffaja |
|                                                                                      | Unión y Progreso Social                                                              | 592                                                                                  | 0,33                                                                                 | 0/12                                                                                 | Ver candidatos: 1. Cristian Rodrigo Mur 2. Climaco Samuel Correa 3. Valeria Vanesa Campero 4. Mario Hernán Sosa Reto 5. Emilio Abraham Campero 6. Nancy Dolores Díaz 7. Horacio del Valle Rodríguez 8. Aldo Gustavo Aguirre 9. Noelia Raquel Núñez 10. Alfredo Alejandro Salazar 11. Ariel Sebastián Blanco 12. Norma Mirian Lescano |
|                                                                                      | Frente de Izquierda y de los Trabajadores                                            | 506                                                                                  | 0,28                                                                                 | 0/12                                                                                 | Ver candidatos: 1. Beatriz Gabriela Gramajo 2. Federico Germán Clemente Torres 3. Aníbal Gabriel González 4. Zulma Verónica Abregú 5. Daniel Eduardo Flores 6. José Luis Toro 7. Mirta Graciela Medina 8. Marcelo Adrián Mesías 9. Joana Clodomira Navarro 10. Hugo Antonio Figueroa 11. Andrea Verónica Serrano 12. Julio César Delgado |
|                                                                                      | Ciudadanos Contra la Corrupción                                                      | 472                                                                                  | 0,26                                                                                 | 0/12                                                                                 | Ver candidatos: 1. Julio Antonio Salguero 2. Julio de la Cruz Salguero 3. Gabriela Lorena Aredes 4. Miguel Eusebio Gerez 5. Domingo Benjamín Córdoba 6. Sonia de los Ángeles Galíndez 7. Francisco Eduardo Rodríguez 8. Nicolás Norberto Pascual 9. Patricia Graciela Arias 10. Roque Adolfo Acosta 11. Raúl Armando Silva 12. Selva del Valle Díaz |
|                                                                                      | Alianza Alternativa Popular                                                          | 348                                                                                  | 0,19                                                                                 | 0/12                                                                                 | Ver candidatos: 1. Julia Leonor Cruz 2. Mario Orlando Sandoval 3. Sebastián Solís 4. Georgina Galván 5. Natalia Soledad Blasco 6. Ramón Ceferino José Mendiara 7. Elva Virginia Ledesma 8. José Hamed Mahmoud 9. Angélica Beatriz Galván 10. Blas Sánchez Ovadilla 11. María Cristina Arellano 12. Raúl Ubaldo Juárez |
|                                                                                      | Partido Laborista de la Independencia                                                | 134                                                                                  | 0,07                                                                                 | 0/12                                                                                 | Ver candidatos: 1. Hugo Víctor Zabala Aybar 2. Gabriel Andrés Perdiguero 3. Victoria Teresa Fiad 4. Jonathan Federico Montes Ojeda 5. Walter David Ibáñez 6. Cleotilde Imelda Vallejo 7. Dante Rafael Pastrana 8. Gladys Rosa García 9. Claudia Susana Romina Sayas 10. José Luis Marcelo Fernández 11. Alejandro Jeremías Rodríguez 12. Johana Jimena Sosa |
| Votos positivos                                                                      | Votos positivos                                                                      | 180.771                                                                              | 83,98                                                                                |                                                                                      | |
| Votos en blanco                                                                      | Votos en blanco                                                                      | 31.606                                                                               | 14,68                                                                                |                                                                                      | |
| Votos nulos                                                                          | Votos nulos                                                                          | 2.882                                                                                | 1,34                                                                                 |                                                                                      | |
| Participación                                                                        | Participación                                                                        | 215.259                                                                              | 82,02                                                                                |                                                                                      | |
| Electores registrados                                                                | Electores registrados                                                                | 262.433                                                                              | 100                                                                                  |                                                                                      | |
| Sección Electoral III – Oeste 18 Diputados Mesas escrutadas: 1.386 de 1.424 (97,33%) |                                                                                      |                                                                                      |                                                                                      |                                                                                      | |
| Partido/Alianza                                                                      | Partido/Alianza                                                                      | Votos                                                                                | %                                                                                    | Bancas                                                                               | Candidatos |
|                                                                                      | Frente para la Victoria                                                              | 74.673                                                                               | 24,81                                                                                | 6/18                                                                                 | Ver candidatos: 1. Sergio Francisco Mansilla 2. Luis Adolfo Morghenstein 3. Silvia Perla Rojkés 4. Osvaldo Rubén Morelli 5. Abel Javier Pucharras 6. Norma Mariela Reyes Elías 7. César Elías Dip 8. Daniel Guillermo Toledo 9. Susana Eladia Díaz 10. Andrea Amado 11. Luis Alberto Olea 12. Luis Armando Campos 13. Miryan del Valle Boydo 14. Iván Ricardo Llorens Dip 15. Miguel Antonio Robledo 16. María Genoveva Juárez 17. Juan Horacio Páez 18. Mario Felipe Moreno                                                                                             |
|                                                                                      | Acción Regional                                                                      | 42.783                                                                               | 14,21                                                                                | 3/18                                                                                 | Ver candidatos: 1. Juan Antonio Ruiz Olivares 2. Irene Graciela Medina 3. Ramón Roque Cativa 4. Raúl Exequiel Ferrazzano 5. Lorena Soledad Cuba 6. Juan Pablo Graneros 7. Víctor Hugo Cardozo 8. Josefa Elena Campolo 9. José Omar Mana 10. Pedro Nicolás Albornoz 11. Isabel Avelina Ruiz 12. Ricardo Daniel Roodschild 13. Julio Humberto Bravo 14. Norma Mirta Huvierne 15. Pablo Marcelo Buabse 16. Ramón Ernesto Castro 17. Eliana Julieta Jorrat 18. Amado José Deguer                                                                                             |
|                                                                                      | Tucumán Innovador                                                                    | 32.261                                                                               | 10,72                                                                                | 3/18                                                                                 | Ver candidatos: 1. Juan Enrique Orellana 2. Sandra Mariela Mendoza 3. Joseph Tanios Saleme 4. Jorge José Delgadino 5. María Argentina Sosa 6. María Hortensia Castillo 7. Ramón Víctor Aguirre 8. Duilio Alberto Quinteros 9. Lastenia del Valle Monteros 10. Juan Carlos Cruz 11. Ernesto Guillermo Correa 12. Rosenda Beatriz Aredes 13. Abel Alcides Amar 14. Cristina del Valle Córdoba 15. Roque Jacinto Toloza 16. Pedro Orlando Valdez 17. Alejandra Noemí Sosa Cruz 18. Estela Karina Fajure                                                                     |
|                                                                                      | Acuerdo para el Bicentenario                                                         | 24.253                                                                               | 8,06                                                                                 | 2/18                                                                                 | Ver candidatos: 1. Sergio Ariel García 2. Raúl Eduardo Albarracín 3. Blanca Estela Santillán 4. Héctor Rolando Gelsi 5. Víctor Hugo Filippini 6. María Rosa Larcher 7. Jaime Miguel Serra 8. Antonio Mario Fortuna 9. María Soledad Ruiz 10. Pablo Néstor Luciano 11. Fernando Claudio Avellaneda 12. Noelia Rodríguez Margaria 13. Jorge Alberto Arroyo 14. Tomás Fabricio Suárez 15. Patricia del Valle López 16. Ramón Ernesto Parajon 17. Santiago Viejobueno 18. Teresa Mabel Jerez                                                                                 |
|                                                                                      | Tucumán para Todos                                                                   | 17.705                                                                               | 5,88                                                                                 | 1/18                                                                                 | Ver candidatos: 1. Stella Maris Córdoba 2. Walter Fabián Berarducci 3. Prospero Víctor Barrionuevo 4. Graciela Inés García Míguez 5. Federico Fernando Austerlitz 6. Miguel Ángel Amenta 7. Adriana Cristina Peñalva 8. Oscar Alberto Velasco Imbaud 9. Hugo Esteban Venturelli 10. Georgina Martha Alicia Manasghetti 11. Manuel Humberto Lazarte 12. Miguel Martín Medina 13. Paula Andrea Ortiz 14. Eduardo Augusto Carrizo 15. Walter Gerardo Escobar 16. Norma Lilia Arrieta 17. José Luis Merched Falun 18. Romina Paola Viani                                     |
|                                                                                      | Movimiento Popular y Federal                                                         | 16.360                                                                               | 5,44                                                                                 | 1/18                                                                                 | Ver candidatos: 1. Rubén Chebaia 2. Carolina Alejandra Pérez 3. Julio César Herrera 4. Adolfo Santiago Buffo 5. Lidia Mabel Figueroa 6. Benjamín Oscar Olea 7. Pedro Bernardo Critto 8. Lucía Isabel Torres 9. Alfredo Barrionuevo 10. Marcos Garbich 11. Irma Lilia Lombardi 12. Leandro Hipólito Saleme 13. Celso Héctor Oreste 14. Noelia Beatriz Juárez Gelos 15. Ricardo Federico Nieva 16. Luis Carlos Zavarella 17. Silvia Marcela Caravajal 18. Walter Oscar Jalil                                                                                               |
|                                                                                      | Partido de los Trabajadores                                                          | 16.161                                                                               | 5,37                                                                                 | 1/18                                                                                 | Ver candidatos: 1. Nancy Evangelina Bulacio 2. Jorge Hugo Llarrull 3. Nancy Carmen Lazarte 4. Néstor Rafael di Lullo 5. Pedro Ysmail 6. María Florencia Malaspina 7. José Alfredo Coria 8. Manuel Alfredo Quintero 9. Elba Miguelina Romano 10. Josué David Medina 11. Gonzalo Javier Ortega 12. Rosa del Valle Álvarez 13. Walter Daniel Lockley 14. Néstor Alfredo Pons 15. Ramona Carmen Córdoba 16. Carlos Héctor Ruiz 17. Juan Ramón Gauna 18. Andrea Noelia Cuarteron                                                                                              |
|                                                                                      | Propuesta Republicana                                                                | 13.127                                                                               | 4,36                                                                                 | 1/18                                                                                 | Ver candidatos: 1. Luis Alberto Ricardo Brodersen 2. Tobías Gordillo 3. María Cristina Mirande 4. Alejandro Antonio Ignacio Trapani 5. Néstor Rolando Pérez Lombardi 6. María Candelaria Guiraldes 7. Pablo César Augusto Orellana 8. Julio Oscar Williams 9. Luciana Pérez 10. José David González 11. Carlos Alberto Morales 12. Milva Priscila Albarracín 13. Daniel Alberto González 14. Ángel Eduardo Arquez 15. Lía Virginia González 16. Yonathan Francisco D. Hoffmann 17. Cruz Armando Moyano 18. Ramona María Virginia Ibáñez                                  |
|                                                                                      | Comunidad en Organización                                                            | 8.510                                                                                | 2,83                                                                                 | 0/18                                                                                 | Ver candidatos: 1. Jorge Luis Domínguez 2. Jacinto Ale Alejandro 3. María Fernanda Santillán 4. Gustavo Ceferino Bordonaro 5. Ricardo Manuel Tagles 6. Mónica Beatriz Méndez 7. Delia Azucena Lemoine 8. Oscar Osvaldo Orellana 9. Ángel Enrique Gramajo 10. Adriana del Valle Delgado 11. Jorge Benjamín Flores 12. Sergio Osmar Montoya 13. Silvana Mónica Salomón 14. Daniel Alberto Molina 15. Guadalupe Terrera 16. José Alberto Robin 17. Franco David Fernández 18. Mónica Viviana Mercado                                                                        |
|                                                                                      | Podemos                                                                              | 8.482                                                                                | 2,82                                                                                 | 0/18                                                                                 | Ver candidatos: 1. Gastón Alberto Francisco Robles 2. Oscar Orlando Godoy 3. Vanesa Noemí Cruz 4. María Silvia Alderete 5. Patricia del Valle Ávila 6. Adriana del Luján Lobo 7. Nancy Beatriz Tosoroni 8. Lourdes Cecilia Simón 9. Héctor Hugo Rodríguez 10. Daniel Alejandro Giménez 11. Sofía Adela Sánchez 12. José María González 13. Roberto Fernando López 14. Natalia del Valle Carrizo 15. Guillermo Pablo Gutiérrez 16. Roque Saúl Nicolás Arévalo 17. Elena del Carmen Castro 18. Omar Alfredo Díaz                                                           |
|                                                                                      | Corriente Popular                                                                    | 7.859                                                                                | 2,61                                                                                 | 0/18                                                                                 | Ver candidatos: 1. Regino Ricardo Racedo 2. Eleonora Mabel del Pozo 3. Paula Gabriela Romero 4. Carlos Eduardo Chibilisco 5. Ana Hermelinda Bordon 6. Santos Salomón Sequeira 7. Alejandra Noemí López 8. Clodomiro Antonio Delgado 9. Cristian Marcelo Vera 10. Ana Alejandra Demarsico 11. Roberto Cuello 12. Juan Eduardo Montes 13. Agustina Racedo 14. Daniel Alberto Santellan 15. Luis Oscar Delgado 16. Claudia Liliana Arce 17. Ramón Antonio Acosta 18. Fernando Ariel Costa                                                                                   |
|                                                                                      | Fuerza Republicana                                                                   | 6.833                                                                                | 2,27                                                                                 | 0/18                                                                                 | Ver candidatos: 1. Raúl Roque Topa 2. Sergio Ricardo Parissia 3. Esperanza Amina Díaz 4. Atilio José Peluffo 5. Javier Antonio Salina 6. Ana María del Valle Madrid 7. Claudio Armando Ramón González 8. Ricardo Luis Mender 9. Rita del Tránsito Moreno 10. Hugo Enrique José Caro 11. Leandro Matías Hernando 12. Mónica Alejandra Rosales 13. Alberto Fernando Albornoz 14. César Ramón Gambarte 15. Claudia Daniela Aristegui 16. Luis Alberto Argañaraz 17. María Laura Rosales 18. Celeste Guadalupe González Lescano                                              |
|                                                                                      | Movimiento de Unidad Popular                                                         | 6.402                                                                                | 2,13                                                                                 | 0/18                                                                                 | Ver candidatos: 1. Luis Ariel Romano 2. Rubén Vicente Medina 3. María Teresa Gallo 4. Silvia Soledad Zelaya 5. Miriam Gladys Ávila 6. Mirta Estela Plaza 7. Rubén Alberto Ledesma 8. Juan Antonio Toledo 9. Gabriela Rita Luque 10. Héctor Javier Correa 11. Martín David Canseco 12. Gladys Noemí del Valle Veliz 13. Leandro Alberto Romano 14. Candela Nicolosi 15. Bruno M. Burckwardt 16. Elsa Viviana Robles 17. Daniel Eduardo Mendoza 18. Víctor Segundo Amaya                                                                                                   |
|                                                                                      | Movimiento de Inclusión y Organización                                               | 6.353                                                                                | 2,11                                                                                 | 0/18                                                                                 | Ver candidatos: 1. Aída Rosa Alderete 2. Liza del Huerto Conte 3. Marcelo Eugenio Roberto Cosiansi 4. Oscar Fernando Parache 5. Ana María Nacul 6. Carlos Luciano Gamen 7. Antonio Alejandro Leguizamón 8. Bárbara Gareca 9. Roque Alberto Toledo 10. Pablo Fabián Acosta 11. Graciela del Carmen Bordonaro 12. Juan Elías Musa 13. Ramón Oscar Amado 14. Nélida Beatriz Peralta 15. Juan José Carrizo 16. Carlos Ramón Ángel Rodríguez 17. María Laura Arriola Luna 18. Carlos Ángel Juárez                                                                             |
|                                                                                      | Frente Renovador Auténtico                                                           | 4.629                                                                                | 1,54                                                                                 | 0/18                                                                                 | Ver candidatos: 1. Pedro Hugo Balceda 2. Luis César Carrazano 3. Teresa Carmen Barrionuevo 4. Javier Ernesto Guardia Bosñak 5. Javier Alejandro Cruz 6. Andrea Laura Avalos 7. Ricardo Joaquín López 8. Mario Ramón Montivero 9. Sandra Elizabeth Reynoso 10. Toribio Eulogio Leiva 11. Héctor Gustavo Pereyra 12. Mercedes del Carmen Tula 13. Daniel Eduardo Soto 14. Federico Daniel Romano 15. Rosa Elena Pacheco 16. Jorge Ricardo Cruz 17. Abel Gerardo Gervan 18. María Inés Pistan                                                                               |
|                                                                                      | Encuentro por la Renovación                                                          | 2.429                                                                                | 0,81                                                                                 | 0/18                                                                                 | Ver candidatos: 1. Julio Javier López Pedraza 2. Eduardo F. García Hamilton 3. Cinthya E. del Valle Santillán 4. Gerardo Rodríguez 5. Luis María Sierra 6. María Cecilia Inés Espeche 7. María Ximena Martínez Marinaro 8. Juan Pablo Armayor 9. Gonzalo Emilio Graña Velasco 10. Susana Beatriz Ballesteros 11. Miguel Esteban Fernández 12. Víctor Martín Vázquez 13. Ivanna del Valle Fernández 14. José Alberto Contreras 15. Juan Santiago Santos 16. María Teresa Zerrizuela 17. Jorge Luis Sily 18. Jorge José Gleser                                             |
|                                                                                      | Movimiento Libres del Sur                                                            | 2.392                                                                                | 0,79                                                                                 | 0/18                                                                                 | Ver candidatos: 1. Gastón Eduardo Gómez 2. María del Valle Palacios 3. Manuel Gustavo Figueroa 4. María Antonia Pedraza 5. Victoria Aída Saavedra 6. Enrique Alejandro Figueroa 7. Daniel Enrique Figueroa 8. Sandra Cristina Fernández 9. Gustavo Darío Figueroa 10. Héctor Daniel Robles Reinoso 11. Alicia Carolina López 12. Pedro Valerio Páez 13. Roberto Antonio Palacio 14. Mónica Angélica Abregú 15. Natalia Gabriela Albarracín 16. Manuel Oscar Robles 17. Claudia Susana Palomo 18. Evangelina Maribel López                                                |
|                                                                                      | Unión y Progreso Social                                                              | 2.128                                                                                | 0,71                                                                                 | 0/18                                                                                 | Ver candidatos: 1. Juan Pablo Manuel Brodersen 2. Laura Rosanna Castro 3. Tomás M. Maciel Alderete 4. Miguel Ángel Boullhesen 5. María Graciela Córdoba 6. Jorge Enrique Amun 7. Walter Augusto Esparza 8. Silvia Lourdes de L. A. Lobo Olas 9. Nelson Sebastián Gálvez 10. Mauro Agustín Russo 11. Liliana del Carmen Delgado 12. Juan Miguel Carrizo 13. José Antonio Altamirano 14. Carina Soledad Pereyra 15. Guillermo Manuel Escarlata 16. Pablo Guillermo González Córdoba 17. Vanessa Dominga del Carmen Aguilar 18. Santiago Héctor Melnik                      |
|                                                                                      | Proyecto K                                                                           | 1.978                                                                                | 0,66                                                                                 | 0/18                                                                                 | Ver candidatos: 1. Hugo Agustín Sánchez 2. Leandro Serafín Ybarra 3. Patricia Elena Arenas 4. Juan Bautista Chocobar 5. Rafael Antonio Huerga 6. María Patricia Toledo 7. José Omar Assan 8. Ricardo Antonio Camuñas 9. Bárbara Manasse 10. Juan Ricardo Ruiz 11. Esteban Leonardo Foglia 12. Jessica Lidia Yanina Soria 13. Juan Alfredo Tejeda 14. Ramón Rubén Amaya 15. Adriana Andrea Argañaraz 16. Jesús Nazareno Lazarte 17. Jorge Roberto Méndez 18. Mirta Susana Acosta                                                                                          |
|                                                                                      | Alianza Alternativa Popular                                                          | 1.341                                                                                | 0,45                                                                                 | 0/18                                                                                 | Ver candidatos: 1. Vicente Salvador Ruiz 2. Dalinda Isabel Sánchez 3. Ángel Damián Acosta 4. Oscar Fernando Álvarez 5. María Eugenia Ledesma 6. Luciano Devani 7. Marcos Patricio Mendoza 8. Romina Elizabeth Faur 9. Juan Carlos Abregú 10. Carlos Rodolfo Sachetti 11. Nancy Azucena González 12. Juan Antonio Ibáñez 13. José Francisco Martínez 14. Angélica Patricia del Valle Ortiz 15. Miguel Daniel Soria 16. Marcelo Luis Lescano 17. Silvia Patricia Ibáñez 18. Héctor Antonio Abregú                                                                          |
|                                                                                      | Frente de Izquierda y de los Trabajadores                                            | 1.096                                                                                | 0,36                                                                                 | 0/18                                                                                 | Ver candidatos: 1. Adrián Humberto Fregenal 2. María Mercedes Lizondo 3. Rodolfo Rolando Juárez 4. Carlos Alberto Melian 5. Silvia Inés Turbay 6. Víctor José González 7. Oscar Marcelo Bustamante 8. Ana María Dellepiane 9. Antonio Rodolfo Macías 10. Miguel Jesús López 11. María del Pilar Fernández 12. Fernando Javier Liistro 13. Daniela García 14. Hernán Díaz 15. Juan Carlos Lazarte 16. Debora de los Ángeles Paz 17. Mariana Salvatore 18. Mauricio Ezequiel Bravo                                                                                         |
|                                                                                      | Kolina                                                                               | 1.045                                                                                | 0,35                                                                                 | 0/18                                                                                 | Ver candidatos: 1. Oscar Armando Gijena 2. María Coronel 3. Graciela Noemí Marciali 4. Daniel Felipe Posse 5. Waldo Marcelo Seu 6. María Gabriela Aguirre 7. José María del V. Delgado 8. Carlos Gustavo Chirino 9. Silvia Marcela Nieva 10. Francisco Fernández 11. Estela del Valle Ibarra 12. Ricardo Miguel Reinoso 13. Valeria Natalia González 14. Walter Osvaldo Falcon 15. Ana Lucía Rodríguez 16. Héctor Mario Quinteros 17. Javier Alfredo Ferro 18. Cynthia Esther Otrera                                                                                     |
|                                                                                      | Militancia Territorial                                                               | 869                                                                                  | 0,29                                                                                 | 0/18                                                                                 | Ver candidatos: 1. Carlos Alberto Díaz 2. María Inés Campbell 3. Luis Alejandro Campos 4. Néstor Ariel Olmos 5. Norberta Genoveva Lorenzo 6. Mario Héctor Salina 7. José Antonio Loza 8. Micaela Josefa Pérez 9. Luis Edgardo Ceballos Cansino 10. Roque Royna 11. Sandra Alejandra Argañaraz 12. Carlos Eduardo Isla 13. Moisés Fernando Ávila 14. Eva Beatriz Chaile 15. Pablo Germán Palavecino 16. María Celeste Castillo 17. Néstor de Jesús Valdez 18. Jorge Antonio Gómez                                                                                         |
|                                                                                      | Participativa                                                                        | 746                                                                                  | 0,25                                                                                 | 0/18                                                                                 | Ver candidatos: 1. Julio Antonio Vera 2. Héctor Gabriel Romero 3. Rosa Raquel Carrion Deguer 4. José Fernando Magi 5. Rubén Dante Deguer 6. Andrea Natalia Sánchez 7. Víctor Hugo Pavelka 8. Armando Oscar Zelaya 9. María Florencia Deguer 10. Luis Ricardo Oteo 11. Julio Manuel Santesa 12. Norma del Carmen Valdez 13. Cristian Ezequiel Ramírez 14. Daniel César Sosa 15. Paola Isabel Oteo 16. Fabián Alberto Montenegro 17. Carlos Alberto Montenegro 18. Mónica Raquel Bernio                                                                                    |
|                                                                                      | Partido Laborista de la Independencia                                                | 377                                                                                  | 0,13                                                                                 | 0/18                                                                                 | Ver candidatos: 1. Francisco Pablo Cirnigliaro 2. Juan Armando Arizmendi 3. Cleotilde Carolina Parache 4. Daniel Fernando Acosta 5. Ricardo Marcos Ormachea 6. Manuela del Carmen Medina 7. Ángel Manuel Álvarez 8. Nahuel Nicolás Arizmendi 9. Mercedes Rosa Valdez 10. Víctor Lindor Gómez 11. José Eladio Salcedo 12. Patricia Adela Gutiérrez 13. Luis Mario Pedraza 14. Jorge Carlos Salcedo 15. María Antonia Cascales 16. Adrián Patricio Ormachea 17. Irma del Carmen Sánchez 18. Analía del Valle Ormachea                                                      |
|                                                                                      | Movimiento Independiente de Justicia y Dignidad                                      | 214                                                                                  | 0,07                                                                                 | 0/18                                                                                 | Ver candidatos: 1. Marcela Alejandra Sosa 2. Paola del Valle Sedan 3. Walter Ángel Chazarreta 4. Ramona Antonia Herrera 5. Mirta Norma González 6. Héctor Roberto Salazar 7. Antonio José Nicolás Nieva 8. Susana del Valle Guaitima 9. Karina del Valle Vizcarra 10. Rosana del Valle Soria 11. Ana Laura Nieva 12. Isabel Beatriz Díaz 13. Rossana Verónica Sánchez 14. Rosa Bartolina Olea 15. Noemí del Valle Rivero 16. Lilia del Carmen Cuello 17. Marcela Beatriz Contreras 18. Elba Solana González                                                              |
| Votos positivos                                                                      | Votos positivos                                                                      | 301.006                                                                              | 82,79                                                                                |                                                                                      | |
| Votos en blanco                                                                      | Votos en blanco                                                                      | 54.986                                                                               | 15,12                                                                                |                                                                                      | |
| Votos nulos                                                                          | Votos nulos                                                                          | 7.587                                                                                | 2,09                                                                                 |                                                                                      | |
| Participación                                                                        | Participación                                                                        | 363.579                                                                              | 83,64                                                                                |                                                                                      | |
| Electores registrados                                                                | Electores registrados                                                                | 434.677                                                                              | 100                                                                                  |                                                                                      | |

## Elecciones municipales
| Departamento                       | Municipio             | Intendente electo                 | Partido | Partido                      | Coalición | Coalición                    |
| ---------------------------------- | --------------------- | --------------------------------- | ------- | ---------------------------- | --------- | ---------------------------- |
| Departamento Burruyacú             | Burruyacú             | Jorge Abraham Leal (h)            |         | Partido Justicialista        |           | Frente para la Victoria      |
| Departamento Capital               | San Miguel de Tucumán | Germán Alfaro                     |         | Acuerdo para el Bicentenario |           | Acuerdo para el Bicentenario |
| Departamento Chicligasta           | Concepción            | Roberto Antonio Sánchez           |         | Unión Cívica Radical         |           | Acuerdo para el Bicentenario |
| Departamento Cruz Alta             | Alderetes             | Sergio Venegas                    |         | Partido Justicialista        |           | Frente para la Victoria      |
| Departamento Cruz Alta             | Banda del Río Salí    | Darío Monteros                    |         | Acción Regional              |           | Frente para la Victoria      |
| Departamento Famaillá              | Famaillá              | Patricia Lizárraga                |         | Partido Tucumán Innovador    |           | Frente para la Victoria      |
| Departamento Graneros              | Graneros              | María Alejandra Cejas             |         | Partido Justicialista        |           | Frente para la Victoria      |
| Departamento Juan Bautista Alberdi | Juan Bautista Alberdi | Sandra Figueroa                   |         | Partido Justicialista        |           | Frente para la Victoria      |
| Departamento La Cocha              | La Cocha              | Leopoldo Alberto Rodríguez (h)    |         | Partido Justicialista        |           | Frente para la Victoria      |
| Departamento Leales                | Bella Vista           | Jorge Sebastián Salazar           |         | Unión Cívica Radical         |           | Acuerdo para el Bicentenario |
| Departamento Lules                 | Lules                 | Carlos Gallia                     |         | Partido Justicialista        |           | Frente para la Victoria      |
| Departamento Monteros              | Monteros              | Francisco Serra                   |         | Acción Regional              |           | Frente para la Victoria      |
| Departamento Río Chico             | Aguilares             | Elia Marina Fernández de Mansilla |         | Partido Justicialista        |           | Frente para la Victoria      |
| Departamento Simoca                | Simoca                | Jesús Marcelo Herrera             |         | Partido Justicialista        |           | Frente para la Victoria      |
| Departamento Tafí del Valle        | Tafí del Valle        | Jorge Manuel Yapura Astorga       |         | Partido Justicialista        |           | Frente para la Victoria      |
| Departamento Tafí Viejo            | Las Talitas           | Carlos Manuel Najar               |         | Acción Regional              |           | Frente para la Victoria      |
| Departamento Tafí Viejo            | Tafí Viejo            | Javier Noguera                    |         | Acción Regional              |           | Frente para la Victoria      |
| Departamento Trancas               | Trancas               | Raúl Moreno                       |         | Acción Regional              |           | Frente para la Victoria      |
| Departamento Yerba Buena           | Yerba Buena           | Mariano Campero                   |         | Unión Cívica Radical         |           | Acuerdo para el Bicentenario |

## Controversia y denuncias de fraude

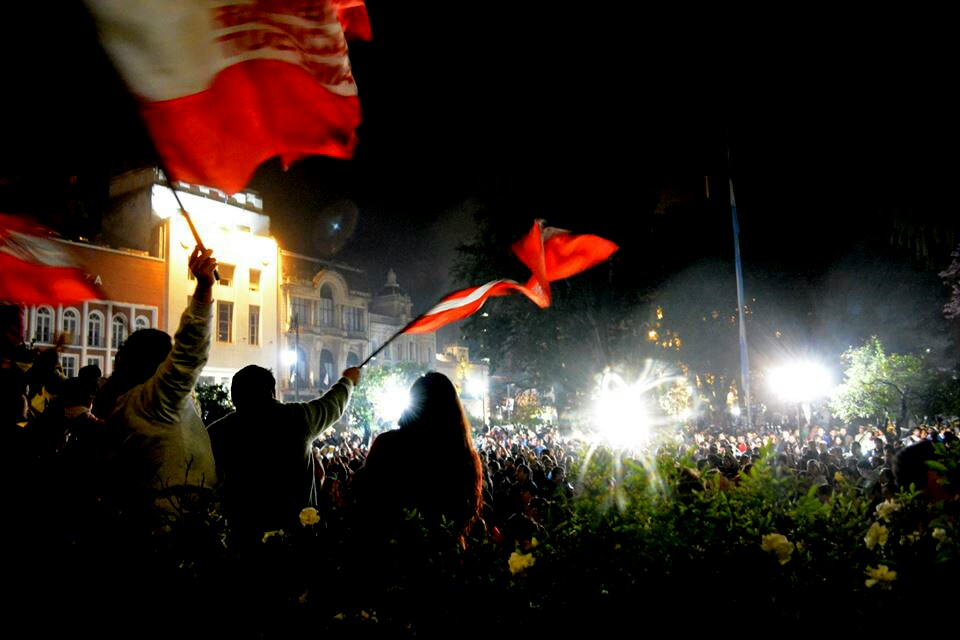
Protestas en San Miguel de Tucumán después de las elecciones.

Las primeras denuncias de que las elecciones serían irregulares tuvieron lugar durante la realización de las PASO el 9 de agosto. El candidato presidencial de Cambiemos, a nivel provincial el Acuerdo para el Bicentenario, Mauricio Macri, declaró que las PASO en Tucumán habían sido fraudulentas. Ya se habían realizado denuncias antes, destacando una mesa en la que Scioli obtuvo, en teoría el 105% de los votos, además de destacar que el gobierno provincial estaría ejecutando compras de votos mediante dádivas. En el Departamento Trancas, se denunció al candidato a vicegobernador, Osvaldo Jaldo, como "el autor intelectual" de un fraude masivo en dicho departamento, donde residían 5.000 electores.
Durante la jornada electoral, y a pesar de que la veda prohibía cualquier expresión partidaria o propagandística en favor de cualquier candidato durante la elección, se reportó que prácticamente todos los partidos continuaban utilizando camionetas con colores y afiches para recorrer las calles. La oposición denunció que fiscales del Acuerdo para el Bicentenario habían llegado a sus mesas en la Escuela Alfredo Cosson, en el barrio Ejército Argentino, solo para descubrir que había urnas llenas con votos del Frente para la Victoria. En la comuna de Sargento Moya, a 60 km de San Miguel de Tucumán, se reportó la quema de dos urnas, forzando la anulación de los comicios en dicha localidad, depositaria de una población de aproximadamente quinientas personas en edad de votar. Al mismo tiempo, hubo informes de detección de voto cadena en la capital y el interior provincial, una de las técnicas más antiguas y reconocidas de fraude electoral en el norte argentino. Un legislador oficialista, José Gutiérrez, intentó que se le permitiera votar sin el DNI, pero los fiscales del ApB no se lo permitieron, y debió enviar a un colaborador a buscarlo. Alperovich emitió un comunicado asegurando que las elecciones gubernativas transcurrían con total normalidad y que "son todas mentiras las denuncias de fraude". Después de emitir su sufragio, el gobernador saliente aseguró que la provincia se estaba viviendo lo que el llamó "una verdadera fiesta de la democracia" y que, ganara quien ganara, reconocería el resultado y programaría una transición pacífica.
Al realizarse el escrutinio, Cano anunció que el Acuerdo para el Bicentenario había realizado una elección "histórica" y que la coalición había logrado recuperar muchos votos para la oposición tucumana. Al oficializarse la ventaja de Manzur por más de catorce puntos, Cano desreconoció el resultado y declaró que se había cometido fraude. El [4 de agosto, se desató una masiva protesta en frente de la casa de gobierno, en la Plaza Independencia de San Miguel de Tucumán, para manifestarse en contra del resultado. Fue la protesta más grande registrada en el norte de Argentina en muchos años, según consideraron varios medios de comunicación, que se refirieron a aquella manifestación como "el Tucumanazo". Aunque la protesta reunió a 10.000 manifestantes, no contó con la presencia de ninguno de los dirigentes opositores, ni siquiera de entre los principales denunciantes de irregularidades. Ese mismo día, Cano declaró que no reconocía el triunfo de Manzur y exigió que se abrieran todas las urnas para un recuento. Cano declaró que había mesas con 100% de asistencia en las que la oposición no había recibido votos, y también juzgó que había mesas en las que varios votos opositores de otros partidos habían sido "cargados".
Mientras se realizaban las protestas, Manzur ofreció una entrevista con la prensa en la que se declaró ganador, y denunció la actitud "violenta" de parte de la oposición, cuestionando que "cuando la oposición gana tira globos, festeja y hace bailes. Cuando pierden, denuncian que hay fraude. Hay que saber ganar y saber perder", y afirmó que la teoría del fraude "quedaba descartada". Al día siguiente, ante esta respuesta de parte del candidato del FpV, Cano admitió que era "probable" que Manzur hubiera ganado, aunque por un margen más estrecho, y anunció que de todas formas protestaría para que se conociera "el verdadero resultado". Las imágenes de la policía provincial reprimiendo la manifestación masiva con gases lacrimógenos, gas pimienta y balas de goma se viralizaron rápidamente, lo que llevó a un repudio nacional, con habitantes de todas las provincias denunciando el accionar del gobierno de Alperovich en Twitter y Facebook. Los manifestantes, en especial los que llevaban consigo pancartas (que tenían consignas como "Alperovich delincuente" o "Scioli, reconocé el fraude") fueron detenidos en gran cantidad. Mientras que muchos de los presentes huyeron, otros comenzaron un enfrentamiento con las fuerzas policiales y les tiraron piedras.
Estas denuncias de represión, sumado al hecho de que el país se encontraba a dos meses de las elecciones presidenciales, llevó a que la situación se nacionalizara, y a que Cristina Fernández de Kirchner, el candidato presidencial kirchnerista, Scioli, así como los candidatos presidenciales opositores, tuvieran que emitir sus propias opiniones al respecto. Tres candidatos opositores: Mauricio Macri, Sergio Massa, y Margarita Stolbizer (los tres pertenecientes o relacionados con partidos políticos que suscribían el Acuerdo para el Bicentenario) rechazaron la victoria de Manzur también y exigieron la apertura de las urnas. Macri declaró que, si Scioli reconocía el resultado, era muy probable que se produjera "un escenario similar" en las elecciones presidenciales. Los tres candidatos anunciaron que participarían de una reunión ofrecida por Cano para repudiar el escrutinio. Por su parte, Scioli rechazó tanto la teoría del fraude como la idea de abrir las urnas, y afirmó que la abrumadora diferencia, de casi catorce puntos, entre Manzur y Cano, hacía "inobjetable" la victoria kirchnerista en las elecciones. Scioli protestó por el hecho de que la oposición denunciara fraude cada vez que perdía, y afirmó que, así como él reconocería la victoria de cualquier gobernador opositor, Macri debía admitir la derrota y felicitar a Manzur.
El 4 de septiembre, luego de haber dilatado por diez días la cuestión, Cano finalmente emitió un recurso de amparo ante la Cámara en lo Contencioso Administrativo de Tucumán para pedir la nulidad de las elecciones. La denuncia exigía la apertura de todas las urnas, la nulidad del comicio, el llamado a nuevas elecciones, y aclaraba que si la justicia provincial rechazaba su pedido, recurrirían a la Corte Suprema de Justicia de la Nación. Durante los siguientes quince días, Alperovich ratificó que las elecciones habían sido transparentes e incluso se declaró a favor de abrir las urnas, declarando que eso solo demostraría que efectivamente el FpV había ganado, y que la oposición estaba realizando una maniobra violenta.
Finalmente, el 16 de septiembre, la Sala I de la Cámara en lo Contencioso Administrativo declaró la nulidad de las elecciones, alegando que la evidencia era suficiente para demostrar que se habían realizado irregularidades capaces de afectar notoriamente el resultado. El gobierno de Alperovich rápidamente apeló el fallo ante la Corte Suprema tucumana, que incluso podía elevar la anulación a la Corte Suprema de Justicia de la Nación. El 20 de septiembre, cuatro días más tarde, la Corte Suprema tucumana convalidó las elecciones, declarando válida la apelación y proclamando que Manzur era, efectivamente, gobernador electo. La Corte Suprema nacional convalidaría el fallo recién a mediados de 2017, habiendo pasado casi dos años de la elección.